# Storia della Slesia

Stemma storico della Bassa Slesia

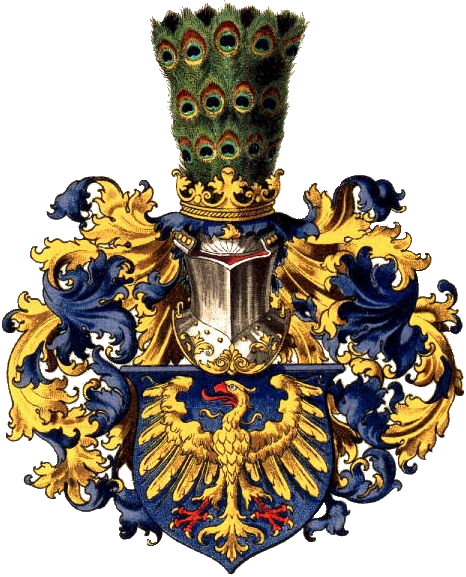
Stemma storico dell'Alta Slesia

La storia della Slesia riguarda gli eventi storici inerenti a questa regione geografica dell'Europa centrale. Nella seconda metà del II millennio a.C. (tarda età del bronzo), la Slesia apparteneva alla cultura lusaziana. Intorno al 500 a.C. arrivarono gli Sciti e in seguito i Celti, insediatisi nel sud e nel sud-ovest, rimasti in zona fino a quando, durante il I secolo a.C., i Silingi e altri popoli germanici si stabilirono in Slesia e hanno lasciato alcune tracce ancora oggi visibili. Gli slavi arrivarono in questo territorio intorno al VI secolo: i primi stati conosciuti in Slesia furono quelli della Grande Moravia e quello della Boemia. Nel X secolo, Miecislao I incorporò la Slesia nella Civitas Schinesghe, precursore del primo stato polacco e vi rimase all'interno fino al periodo della frammentazione della Polonia. Successivamente la regione andò divisa tra i duchi Piast discendenti di Ladislao II l'Esiliato, Alto Duca di Polonia.
Nel Medioevo, la Slesia appariva divisa in molti ducati governati da vari duchi della dinastia Piast; durante questa fase, l'influenza culturale ed etnica tedesca aumentò a causa degli immigrati provenienti dalle terre facenti capo al Sacro Romano Impero, portando lo sviluppo dell'economia della regione e l'adozione ad opera di alcune città dopo la loro fondazione del diritto urbano teutonico.
Tra il 1289 e il 1292 il re boemo Venceslao II divenne sovrano di alcuni ducati dell'Alta Slesia. In seguito, la Slesia divenne un possedimento della Corona di Boemia sotto il Sacro Romano Impero nel XIV secolo e passò alla monarchia asburgica nel 1526. Il ducato di Crossen fu ereditato dalla marca di Brandeburgo nel 1476 e, con la rinuncia del re Ferdinando I nel 1538, divenne parte integrante del Brandeburgo.
Nel 1742, una vasta sezione della Slesia fu conquistata dal re Federico II di Prussia nella guerra di successione austriaca e più tardi venne inglobata nella provincia prussiana della Slesia.
Dopo la prima guerra mondiale, la Bassa Slesia, di gran lunga popolata da tedeschi, rimase con la Germania, mentre l'Alta Slesia, dopo una serie di insurrezioni degli abitanti polacchi, andò divisa. Una sezione finì in mano alla Seconda Repubblica di Polonia e a livello amministrativo inglobata nel Voivodato di Slesia. La provincia prussiana della Slesia all'interno della Germania era divisa nelle province della Bassa Slesia e dell'Alta Slesia. La Slesia austriaca (ufficialmente: Ducato di Alta e Bassa Slesia; quasi corrispondente alla moderna Slesia ceca), la piccola porzione di Slesia conservata dall'Austria dopo le guerre del 1740-1763, entrò a far parte della neonata Cecoslovacchia. Durante il secondo conflitto globale, la Germania nazista invase le parti polacche dell'Alta Slesia: gli ebrei dovettero affrontare il genocidio durante l'Olocausto, mentre i piani tedeschi nei confronti dell'altra comunità dominante nella regione, i polacchi, prevedevano la pulizia etnica e lo sterminio biologico.
Nel 1945 entrambe le province furono occupate dall'Unione Sovietica; in base alle richieste dell'accordo di Potsdam, il grosso di questo territorio risultò poi ceduto alla Repubblica popolare polacca. La maggior parte della popolazione tedesca, che non era stata evacuata o non era fuggita, fu espulsa dall'amministrazione polacca appena arrivata, mentre i polacchi allontanati dalle frontiere polacche orientali si stabilirono nella regione.

## Preistoria

L'Europa nel Neolitico (4500-4000 a.C.): la Slesia rientra nelle aree geografiche legate alla cultura danubiana (in giallo)

I primi ritrovamenti che testimoniano la presenza umana in Slesia risalgono, secondo gli studiosi, a un arco temporale compreso tra i 230.000 e i 100.000 anni fa. La regione della Slesia tra la Vistola superiore e l'Oder superiore costituiva l'estremo punto settentrionale in cui abitavano delle tribù al momento dell'ultima glaciazione. Si stima che l'homo sapiens sia giunto in Slesia circa 35.000 anni fa: con il passare del tempo, la Slesia passò ad essere abitata da comunità che appartenevano a culture archeologiche mutevoli nell'età della pietra, del bronzo e del ferro, ma più frequentemente legate alla civiltà dell'Europa Antica. Nella tarda età del bronzo, la cultura lusaziana (in passato, variamente ipotizzata considerata come pre-germanica, proto-slava, tracia, carpo-dacia o illirica) copriva la Slesia. Successivamente, gli Sciti e i Celti (nello specifico, le tribù Boi, Cotini e Osi) svolsero un qualche ruolo all'interno del territorio della Slesia. Ancor più tardi, le comunità germaniche migrarono in Slesia, forse transitando dalla Germania settentrionale o dalla Scandinavia.

### Celti in Slesia (IV-I secolo a.C.)
I Celti migrarono in Slesia in almeno due ondate: la prima arrivò nelle aree a nord dei Sudeti all'inizio del IV secolo a.C. e appartenevano alla cultura di La Tène. Gli archeologi hanno trovato prove della presenza celtica risalenti a quel periodo in aree di suoli löss a sud della moderna Breslavia, tra il fiume Bystrzyca e l'Oława, nonché sull'altopiano di Głubczyce, in particolare molte monete. Forse, il più grande insediamento celtico in Slesia risultava quello scavato nel sito di Nowa Cerekwia, in Alta Slesia, di dimensioni paragonabili agli insediamenti di Boi a Němčice in Moravia e a Roseldorf, nella Bassa Austria. Un'altra migrazione celtica verso aree della Polonia moderna avvenne probabilmente in parallelo con le invasioni di Grecia e Macedonia nel 279-277 a.C. A quel tempo la colonizzazione celtica si estese anche alla moderna Piccola Polonia e Subcarpazia.
La cultura celtica in Slesia fiorì durante il IV, il III e quasi per tutto il II secolo a.C., ma le prove archeologiche indicano un drammatico crollo demografico (e persino il completo spopolamento di alcune aree) entro la fine del II secolo a.C. Quei cambiamenti coincisero nel tempo con le migrazioni dei Cimbri e dei Teutoni, che attraversarono la Slesia diretti a sud. In quella precisa fase storica, tutte le tracce di abitazione sull'altopiano di Głubczyce scomparvero e la regione rimase disabitata per i successivi 150 anni: anche in altre parti del territorio celtico in Slesia la popolazione subì un drastico calo, ma non così totale come nei dintorni di Głubczyce. La coniazione di monete celtiche continuò in alcuni insediamenti fino alla fine del I secolo a.C., mentre dal I secolo d.C. in poi tutte le prove della cultura materiale celtica scompaiono dalla Slesia. La cultura di La Tène in Slesia fu sostituita da quella di Przeworsk.

## Storia antica
Le prime fonti scritte sulla Slesia risalgono agli anni in cui vissero Claudio Tolomeo (Germania Magna) e dal romano Tacito (De Germania). Secondo quest'ultimo, la Slesia del I secolo d.C. risultava abitata da una lega multietnica dominata dai Lugi, dai Silingi e, molto probabilmente, a un popolo vandalico che viveva a sud del mar Baltico nelle zone del fiume Laba (ovvero l'Elba), Oder e Vistola. Anche altre tribù germaniche orientali abitavano la regione.
Tra il 400 e il 500 d.C., i flussi migratori aveva indotto parecchie comunità germaniche orientali a continuare i loro spostamenti e lasciare la Slesia per l'Europa meridionale, mentre le tribù slave cominciarono ad apparire all'orizzonte e a insediarsi nella regione.

## Tribù slave dell'Alto Medioevo

L'Europa centrale nell'870. Il Regno dei Franchi Orientali in blu, la Bulgaria in arancione, la Grande Moravia sotto Rastislav in verde. La linea verde rappresenta i confini della Grande Moravia dopo l'espansione territoriale sotto Svatopluk I (inclusa la Slesia)

Fonti che descrivono la Slesia del IX e X secolo, come il Geografo bavarese (845 circa) o la cronaca di Tietmaro, indicano che l'area in seguito divenuta nota come Slesia era allora abitata da diverse tribù lechite, riportate in fonti scritte con i loro nomi latinizzati. Di seguito un elenco:
- Gli Slesiani (Slenzan; Ślężanie) vivevano nelle terre vicino alla moderna Breslavia e lungo il fiume Ślęza, così come vicino al monte omonimo. Probabilmente contavano 60-75.000 persone e secondo il geografo bavarese, erano divisi in 15 civitates;[10]
- Gli Opolini (anche Opolani o Opolanie) vivevano nelle terre vicino alla moderna Opole, contando un totale di approssimativamente 30-40.000 abitanti e 20 civitates;[10]
- I Dadodesani (anche Dedosize o Dziadoszanie) vivevano nelle aree vicino alla moderna Głogów, contavano probabilmente 30.000 persone e 20 civitates;[11]
- I Golensizi (Golęszyce), distribuiti nei pressi delle moderne Racibórz, Cieszyn e Opava, avevano formato delle civitates;
- I Lupiglaa (Głubczyce) viveva probabilmente sull'altopiano di Głubczyce e comprendeva 30 civitates;[11]
- I Trieboviani (Trzebowianie), menzionati dal Documento di Praga (che descrive la situazione a partire dall'anno 973 o prima), occupavano aree vicino alla moderna Legnica e potevano contare circa 25-30.000 individui;[12]
- I Poborani (anche Bobrani o Bobrzanie), citati anch'essi nel Documento di Praga, vivevano lungo il corso inferiore e medio del fiume Bóbr;
- Gli Psioviani (Pszowianie) vivevano vicino a Pszów, a est degli Opolani e ad ovest di Cracovia.

## Grande Moravia e Ducato di Boemia
Nel IX secolo, parti del territorio della Slesia caddero sotto l'influenza della Grande Moravia, il primo stato storicamente attestato nella regione. Dopo il declino di tale potenza, uno dei suoi successori, la Boemia, conquistò gradualmente la Slesia: all'inizio del X secolo, Vratislao I sottomise i Golensizi e conquistò poco dopo la Media Slesia. Suo figlio Boleslao I sottomise i Boborani tra il 950 e il 965 e successivamente anche Opolani e Dedosizi; la città di Bolesławiec porta tra l'altro il suo nome. I governanti boemi cercarono anche di evangelizzare la regione e aprirono la Slesia al commercio internazionale. Nel 973, quando viaggiò da Praga a Cracovia, l'esploratore e storico Ibrahim ibn Ya'qub attraversò la Slesia meridionale su una strada che in seguito divenne una delle principali rotte commerciali est/ovest.

## Regno di Polonia

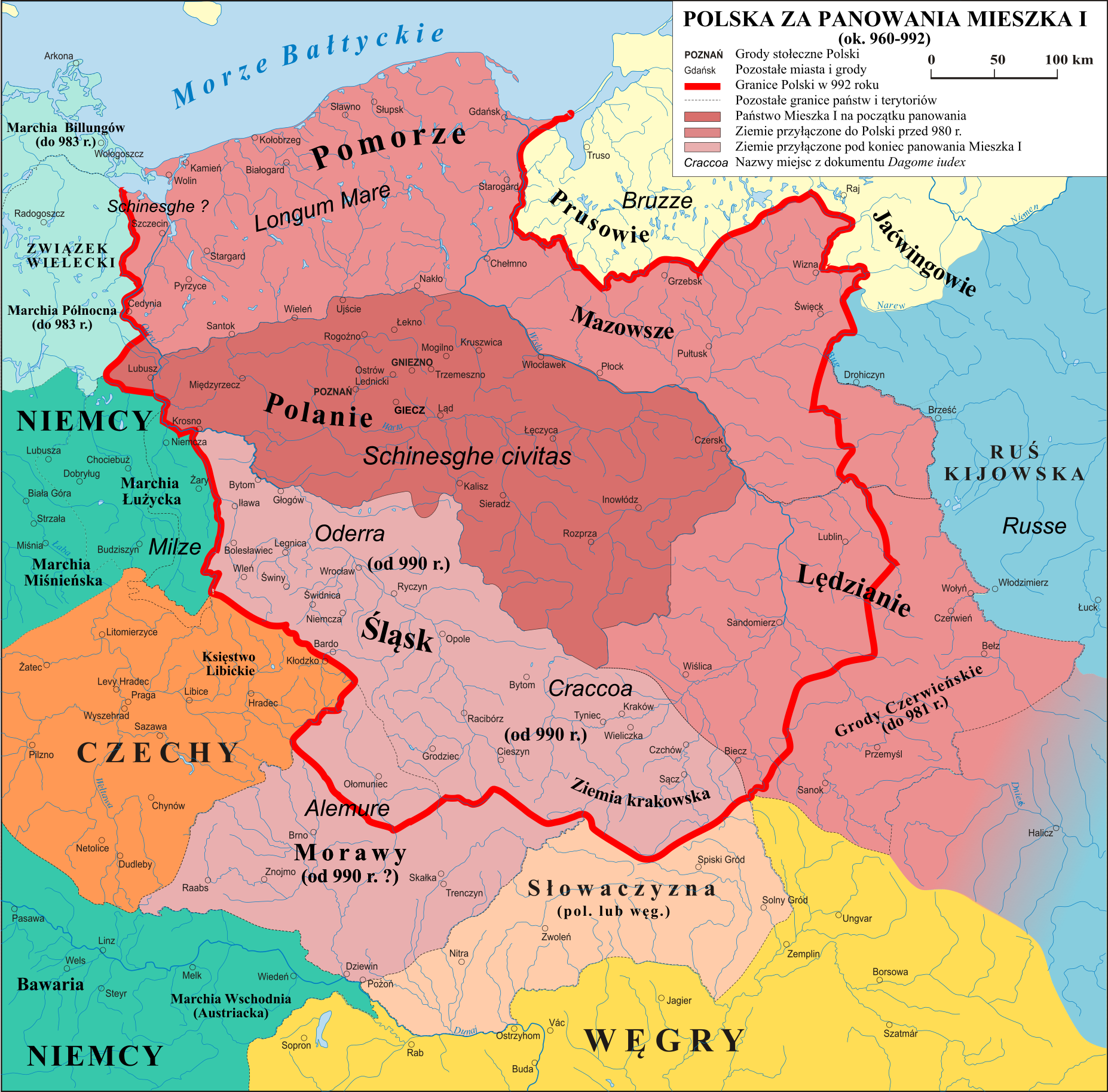
La Polonia verso la fine del regno di Miecislao I (992 circa), che mostra la Slesia come parte della Polonia

Alla fine del IX secolo la Slesia entrò nella sfera d'influenza di due vicini, il Sacro Romano Impero e la Polonia. Nel 971, per tentare di diffondere il cristianesimo in tale regione, l'imperatore del Sacro Romano Impero Ottone I donò la decima del circondario di Dziadoszyce alla diocesi di Meißen, e nel 996 Ottone III definì l'Oder fino alla sorgente come il confine del Margraviato di Meißen. Tuttavia, tale statuizione non ebbe conseguenze pratiche, poiché lo stato polacco in espansione di Miecislao I conquistò contemporaneamente la Slesia. L'area dei Dadodesani era già stata incorporata nel 970 circa, mentre nel 990, nella guerra polacco-boema, il sovrano polacco annesse la Media Slesia e la città principale nell'area, Niemcza, con l'ausilio del Sacro Romano Impero, il quale sostenne la Polonia al fine di indebolire la Boemia. Il successore di Miecislao, Boleslao I, fondò nel 1000 una provincia ecclesiastica polacca indipendente, il vescovato di Breslavia, subordinato all'arcidiocesi di Gniezno.
Dopo la morte di Boleslao I nel 1025, il suo primogenito Miecislao II fu incoronato re di Polonia; a causa di un'invasione straniera nel 1031, Miecislao si recò in esilio. La sconfitta militare del giovane stato portò a una rivolta pagana nel 1031-1032 che mise in pericolo la nuova chiesa cristiana anche in Slesia, avendo infatti estromesso il vescovo di Breslavia. Tuttavia, Miecislao riprese il potere nel 1032 e ripristinò l'ordine, morendo nel 1034: gli successe il figlio maggiore Casimiro il Restauratore. Nel 1037 ci fu una rivolta dei nobili e Casimiro dovette fuggire da Cracovia. La complicata situazione interna fu sfruttata da un duca boemo, Bretislao I, che, dopo aver saccheggiato la Grande Polonia, assunse le redini della Slesia nel 1038. Nel 1039 Casimiro tornò in Polonia e cominciò a riunire il paese: nel 1050 riconquistò il grosso della Slesia, ma fu costretto a rendere omaggio alla Boemia. Questo tributo, consistente in 300 marchi all'anno (in seguito portato a 500 marchi), risultava la ragione principale che scatenò le ripetute guerre tra i due paesi. La Slesia era inoltre dilaniata da lotte interne, poiché alcune parti della società erano insoddisfatte dei cambiamenti imposti dalla Polonia. Nel 1093, la nobiltà locale, sostenuta dalla Boemia, si ribellò chiedendo la rimozione del dispotico palatino Sieciech e il riconoscimento del principe Zbigniew dei suoi diritti sulla corona di Cracovia. La rivolta ebbe successo solo in parte: Zbigniew fu ufficialmente riconosciuto come erede al trono, mentre Sieciech preservò comunque il potere fino al 1099, fuggendo dal paese nel 1101. Quest'era di guerre e disordini terminò con il trattato di pace di Kladsko (in polacco: Kłodzko) nel 1137, in cui si definì il confine tra Boemia e Slesia e l'assegnazione di Kladsko alla Boemia andò confermata.

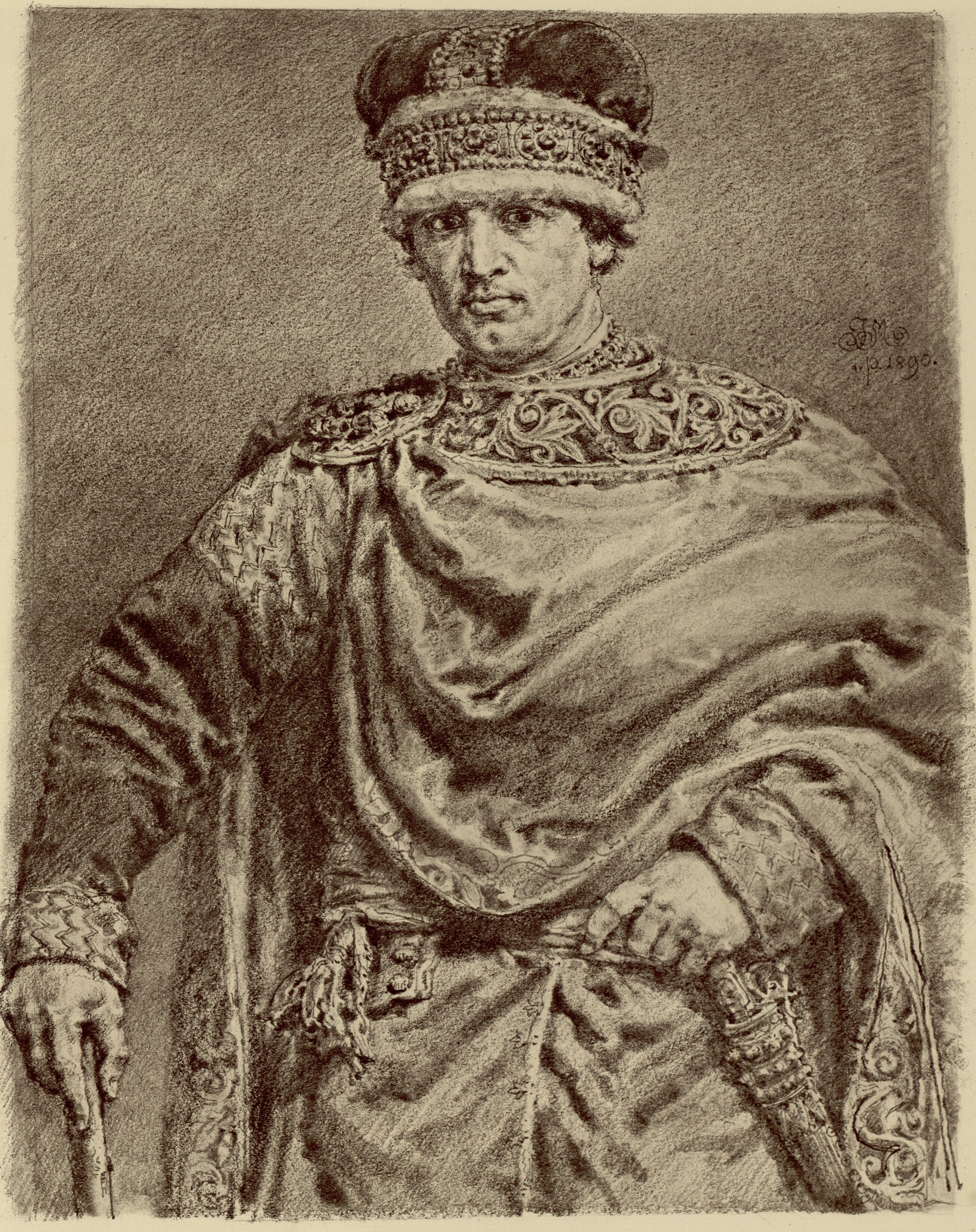
Ladislao II l'Esiliato, primo Piast di Slesia, ritratto da Jan Matejko

Nel 1146, l'Alto Duca Ladislao II fu portato in esilio in Germania dai suoi fratelli, che si opposero ai suoi tentativi di rafforzare il controllo dell'uomo sui restanti duchi. La Slesia divenne quindi un feudo in mano al nuovo Alto Duca, Boleslao IV il Ricciuto. Nel frattempo, Ladislao tentò invano di persuadere gli imperatori del Sacro Romano Impero Corrado III e il suo successore Federico Barbarossa ad aiutarlo a riconquistare il suo ducato. Nel 1163, i suoi tre figli (Corrado, Miecislao e Boleslao) presero possesso della Slesia con l'appoggio imperiale e probabilmente la governarono insieme fino al 1172, prima di spartire il territorio. A Boleslao toccò l'area di Wrocław, Opole e Legnica, a Corrado Żagań, Głogów e Krosno e a Miecislao la fetta meno estesa, la quale includeva Ratibor e Cieszyn. Mentre Corrado si preparava a Fulda per intraprendere una carriera clericale, suo fratello Boleslao amministrò i suoi feudi fino alla morte prematura di Corrado, evento a cui seguì l'incorporazione degli stessi ad opera di Boleslao nel suo ducato. Allo stesso tempo, Miecislao ampliò il proprio ducato con terre rientranti nel Ducato di Cracovia intorno a Bytom e Oświęcim, dategli da Casimiro II nel 1178, e Opole, ricevuta dopo la morte di Boleslao. Nel 1202 il figlio di Boleslao, Enrico I, e Miecislao misero in chiaro di escludere il diritto di successione tra i loro rami, un'intesa che era in gran parte responsabile dello status speciale che avrebbe assunto la futura Alta Slesia. Nello stesso anno la Polonia abolì il principio di anzianità e i ducati della Slesia divennero indipendenti ma sottoposti al diritto polacco.

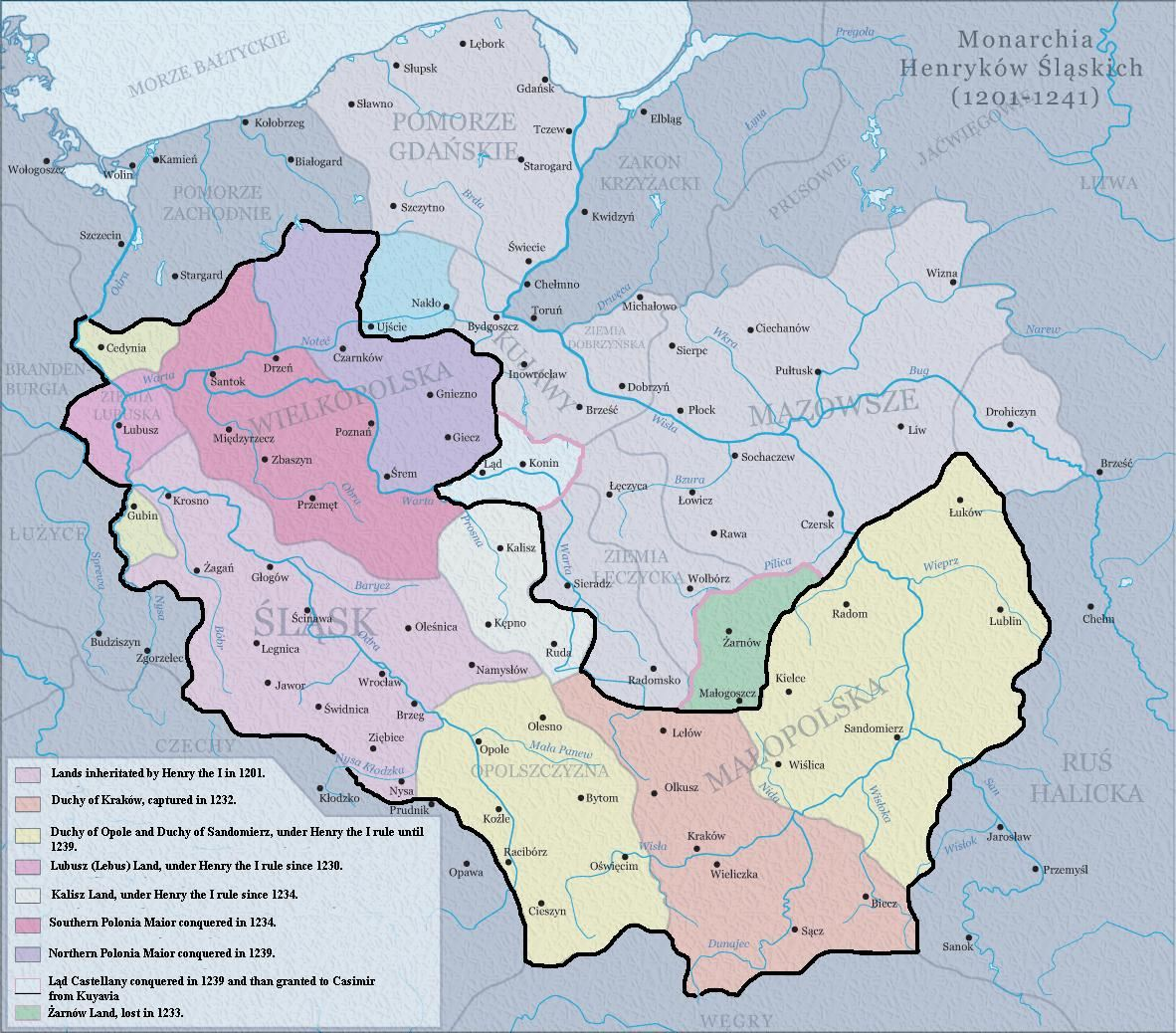
Monarchia degli Henries di Slesia

Nella prima metà del XIII secolo, il duca di Slesia Enrico I il Barbuto riunì gran parte del diviso Regno di Polonia (Regnum Poloniae). Le sue spedizioni lo condussero a nord fino al Ducato di Pomerania, dove per breve tempo tenne alcune delle sue zone meridionali. Diventato duca di Cracovia (Polonia Minor) nel 1232, titolo da cui derivava altresì la carica di duca anziano di Polonia, entrò in possesso della maggior parte della Grande Polonia nel 1234, fallendo però nel suo tentativo di ottenere la corona di Cracovia. Un simile obiettivo fu perseguito anche da suo figlio e successore Enrico II il Pio, fino alla sua imprevedibile dipartita nel 1241 durante la battaglia di Legnica. I suoi eredi non risultarono in grado di mantenere i loro possedimenti al di fuori della Slesia, che furono persi in favore di altri duchi Piast. Gli storici polacchi si riferiscono ai territori acquisiti dai duchi di Slesia in questo periodo come Monarchia Henryków śląskich ("La monarchia degli Enrichi di Slesia"). A quei tempi, Breslavia appariva il centro politico del frammentato Regno di Polonia.

### Invasione mongola
Nel 1241, dopo aver razziato la Piccola Polonia, i mongoli invasero la Slesia e provocarono il panico generale e la fuga di massa. Gli aggressori saccheggiarono gran parte della regione, ma abbandonarono il loro assedio al castello di Breslavia, presumibilmente dopo essere stati respinti dalla "miracolosa palla di fuoco" del Beato Ceslao. Gli asiatici sconfissero poi le forze combinate polacche e tedesche sotto Enrico II nella battaglia di Legnica, che ebbe luogo per la precisione a Legnickie Pole, vicino a Legnica. Alla morte di Ögödei Khan, i mongoli scelsero di non spingersi oltre in Europa, ma tornarono ad est per partecipare all'elezione di un nuovo Gran Khan.

### Insediamento tedesco

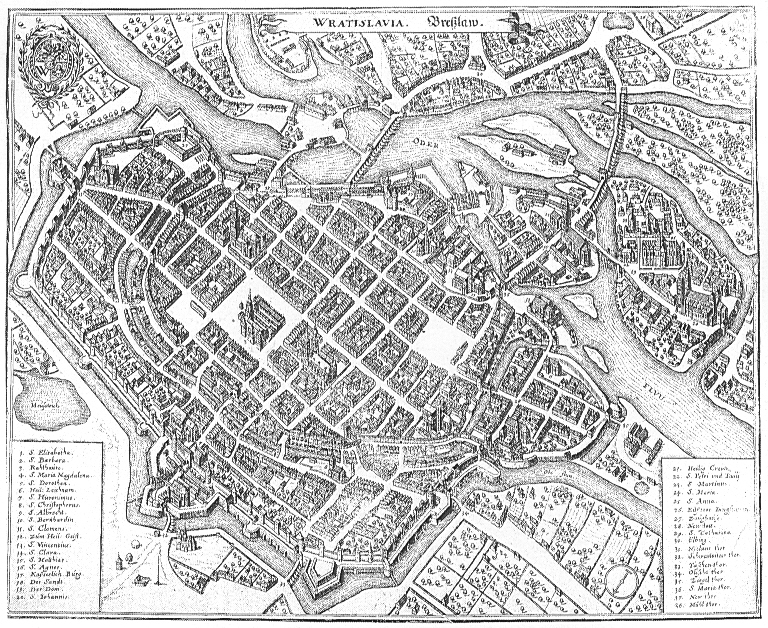
Mappa di Breslavia

I Valloni seguivano i primi ambasciatori della cultura occidentale in Slesia, lavorando in vari campi e luoghi tra la metà e la fine del XII secolo. Di grande fama erano i tessitori a Breslavia e Oława, i contadini vicino a Breslavia, Oława e Namysłów e i monaci agostiniani di Arrouaisse a Sobótka. La colonizzazione dell'est (in tedesco Ostsiedlung) fu avviata allo stesso tempo dai Piast regnanti al fine di sviluppare i loro regni e aumentare il loro potere: tra il XIII e il XIV secolo si contavano 250.000 tedeschi, che giungevano al ritmo di 2.000 all'anno. Gli insediamenti si distinguevano in piccole frazioni, ognuna abitata da pochi contadini: questo portò alla costituzione di una sorta di sistema di castellanie, con sparute periferie intorno ai principali centri di amministrazione, commercio e artigianato (nel 1155 ne esistevano probabilmente una ventina in tutta la Slesia). Alcuni mercati esistevano senza un castello cittadino, come nel caso di Środa Śląska o di Sobótka; fonti contemporanee registrano 8 mercati in Slesia, ma il numero effettivo potrebbe essere stato probabilmente molto più alto. Le castellanie con le loro chiese fortificate costituivano il centro dell'organizzazione ecclesiastica. I domini erano protetti dalla cosiddetta Preseka (in tedesco: Hag; in latino indago), un'ampia regione boscosa fortificata, i cui presidi posti a difesa venivano chiamati obstacula, in cui vantavano dei possedimenti alcuni contadini polacchi.

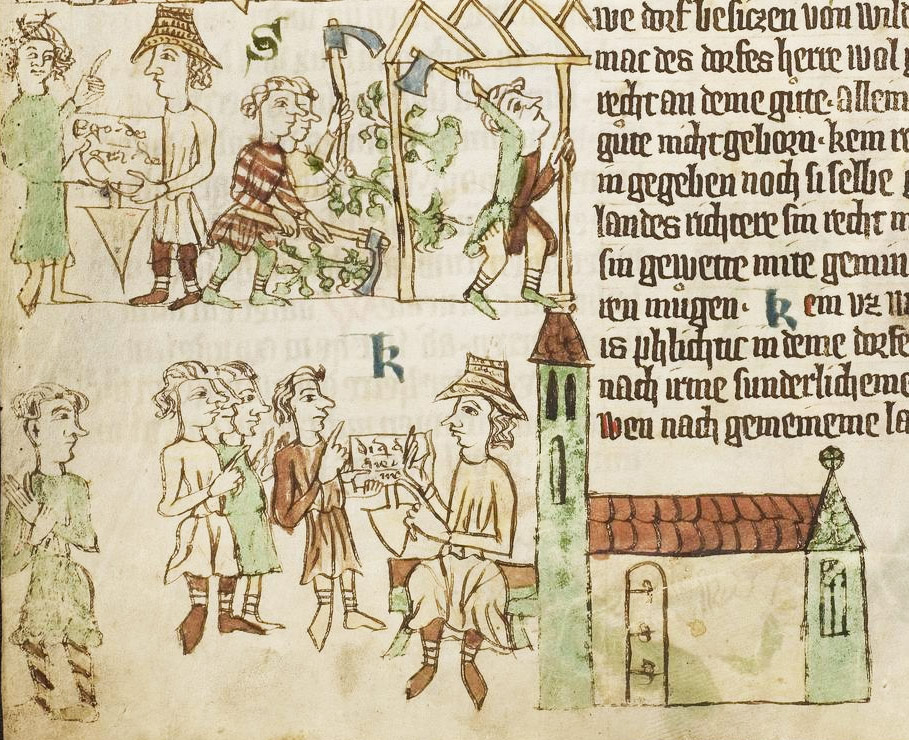
Specchio sassone raffigurante l'Ostsiedlung: il locator (con il suo cappello speciale) riceve la carta di fondazione dal proprietario. I coloni ripuliscono la foresta e costruiscono case, mentre il locator funge anche da giudice locale

L'Ostsiedlung iniziò probabilmente con l'arrivo dei monaci tedeschi nella cerchia di Boleslao I, che trascorse parte della sua vita in Turingia, quando tornò dall'esilio nel Sacro Romano Impero. Questi monaci cistercensi dell'abbazia sassone di Pforta furono introdotti nel paese dal duca per fondare l'abbazia di Lubiąż. I chierici ricevettero il permesso di ospitare coloni tedeschi nei loro possedimenti, che a loro volta venivano esclusi dal diritto polacco "per sempre" e invece incoraggiati a rispettare quello tedesco di appartenenza. Le città adottavano perlopiù il diritto codificato di Magdeburgo o varianti locali della Slesia come la Środa Śląska o il diritto di Neumarkt (in latino: ius Theutonicum Srodense, ius Theutonicum Noviforense), che si basava su quello di Halle. Un certo numero di agglomerati urbani già esistenti adottò la legge cittadina tedesca prima dell'invasione mongola nel 1241: si pensi a Wrocław, Oława, Sobótka e Środa Śląska.

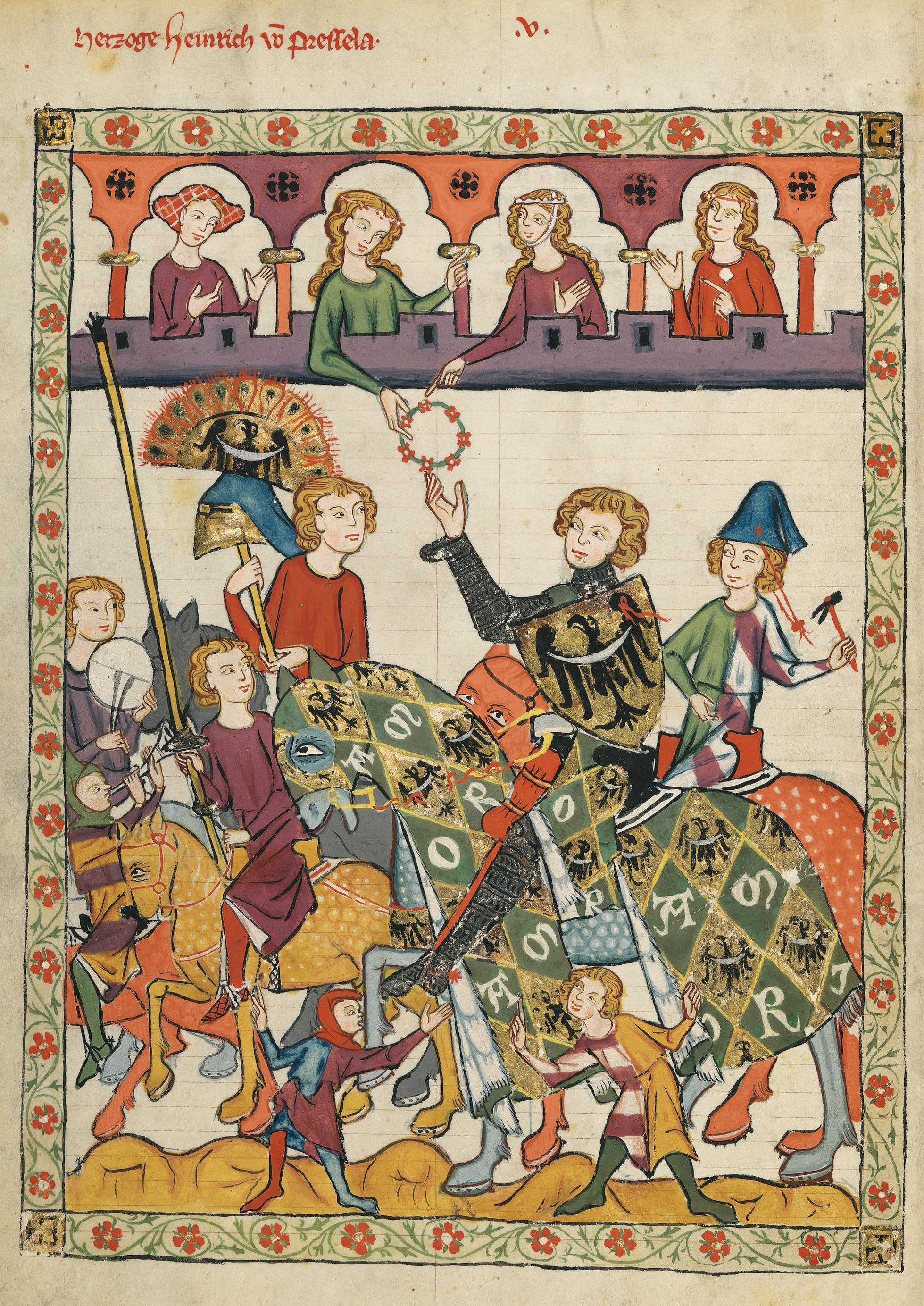
Una rappresentazione molto probabile di Enrico IV il Probo

Dopo un parco afflusso alla fine del XII secolo, l'Ostsiedlung tedesca proseguì speditamente all'inizio del XIII secolo, incoraggiata dal duca Enrico I, il primo sovrano slavo al di fuori del Sacro Romano Impero ad invitare i coloni tedeschi a trasferirsi nella regione. A quel tempo, il confine orientale dell'area di insediamento tedesco era ancora a circa 130 km dalla Slesia. La sicurezza delle frontiere costituiva l'obiettivo principale di Enrico I, che lo portò a individuare i primi insediamenti tedeschi nell'area del Preseka, costruiti dai coloni della Germania centrale. Successivamente, essi si spostarono altrove, interessando per la prima volta la regione al confine occidentale insieme alla successiva area sud-occidentale lungo le alture dei Sudeti. Ben presto, dei villaggi popolati più dai teutonici apparvero anche in aree soprattutto slave, nello specifico in un triangolo geografico localizzato tra Breslavia, Legnica e Ząbkowice Śląskie. Un secondo obiettivo del duca riguardò un migliore sfruttamento delle risorse con l'aiuto di tecnologie più avanzate dei minatori tedeschi, circostanza che portò alla fondazione dei centri minerari di Goldberg (oggi Złotoryja) nel 1211 e Löwenberg (Lwówek Śląski) nel 1217, alcune delle prime città tedesche della Slesia. La pianta tipica era incentrata su una piazza centrale detta l'Anello o Rynek.
Mentre l'insediamento tedesco nella Bassa e Media Slesia progrediva costantemente, questo avanzò molto più a rilento nell'Alta Slesia. Prima del 1241 gli insediamenti si verificarono a causa della pressione esterna dalla Moravia, che invitò i coloni tedeschi dopo il 1220.
L'invasione mongola del 1241 inflisse vittime in Slesia limitatamente a una stretta striscia da Opole a Breslavia e fino a Legnica. Il periodo successivo al 1241 fu segnato da una forte espansione delle attività degli insediamenti tedeschi, svolte soprattutto da persone provenienti dai luoghi abitati dai tedeschi già in epoche più antiche della Slesia. La colonizzazione riguardò le montagne a sud della Bassa e Media Slesia, le regioni della Bassa e Media Slesia a destra dell'Oder e dell'Alta Slesia.

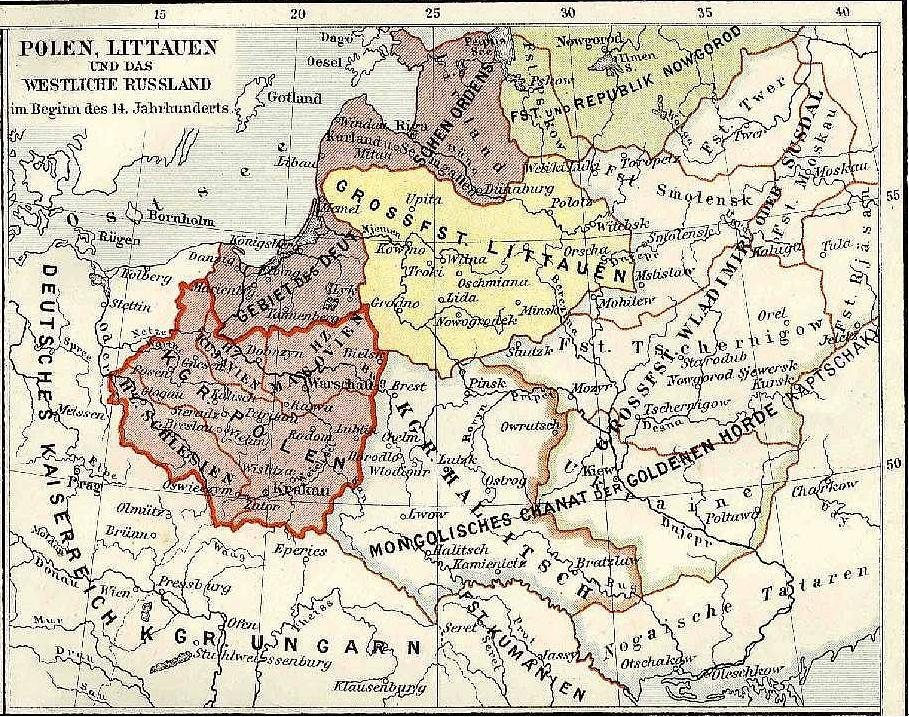
Slesia in Polonia all'inizio del XIV secolo

Alla fine del XIII secolo, la Slesia intera, ad eccezione di alcune piccole zone esterne a est, furono interessate dalla colonizzazione; a causa del massiccio spostamento migratorio, le forme di insediamento e l'etnografia locale cambiarono drasticamente. Centri abitati di dimensione medio-grande divennero la normalità, tanto che una rete di quasi 130 agglomerati finì per coprire in maniera pressoché uniforme tutta la regione, con una distanza da città a città di circa 18 km. Il concetto del Weichbild (letteralmente perimetro) sostituì la tradizione impostazione slava della castellania; ogni paese godeva di una propria chiesa (alla fine del XIII secolo se ne contavano 1.200), anche la rete delle parrocchie si fece molto più intricata e la diocesi andò ripartita negli arcidiaconati di Breslau, Glogau, Opole e Liegnitz. Esistono diverse stime demografiche con relazione alla Slesia nel XIV secolo: si stima in particolare una crescita dalle circa 500.000 persone a oltre 1 milione nel 1400 e 1.200.000 nel 1500. Si stima che nell'anno 1400 circa 30.000 cechi e 30.000 tedeschi abitarono l'Alta Slesia insieme a una popolazione polacca che si attestava intorno alle 240.000 persone (l'80%). Nella Bassa Slesia il numero di polacchi e tedeschi è stato stimato intorno ai 375.000 per ogni gruppo linguistico.

## Ducati di Slesia

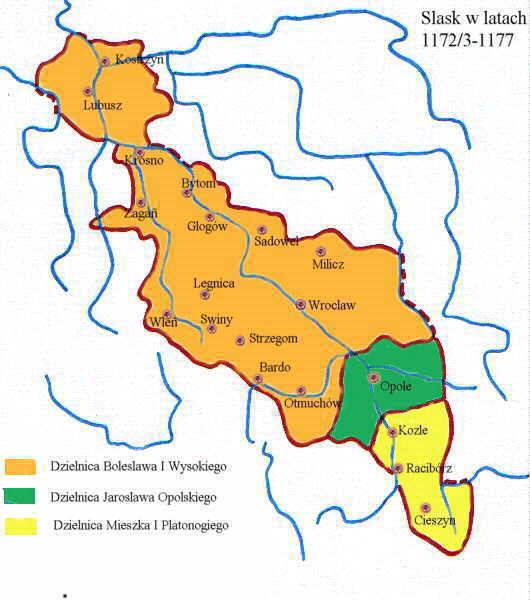
Ducati della Slesia tra il 1172 e il 1177

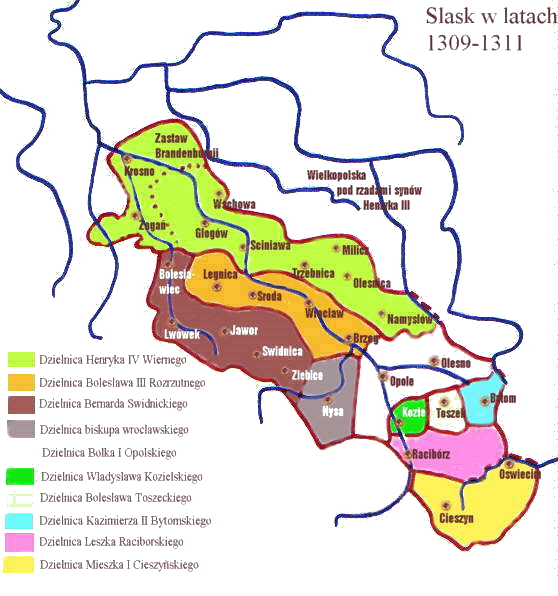
Ducati della Slesia tra il 1309 e il 1311

Dopo la morte di Enrico II il Pio, il regno andò diviso tra vari duchi Piast: nella seconda metà del XIII secolo, il nipote di Enrico II, Enrico IV il Probo di Slesia, tentò di ottenere la corona polacca, ma perì nel 1290 prima di vedersi realizzato il suo sogno. Il duca Przemysł II della Grande Polonia unì due delle province originali e fu incoronato nel 1295, venendo però assassinato nel 1296. In base alle sue ultime volontà, la Grande Polonia doveva essere ereditata dal duca Enrico III di Głogów, il quale aspirava tra l'altro anch'egli a unire la Polonia e rivendicò per questo scopo per sé il titolo di duca di Polonia. Tuttavia, la maggior parte dei nobili sostenne un altro candidato del ramo cadetto dei Piast di Cuiavia, il duca Ladislao I Łokietek. Quest'ultimo alla fine vinse la lotta in virtù del più ampio sostegno di cui godette. Nel frattempo, il re Venceslao II di Boemia decise di estendere i suoi domini e ricevette la corona di re di Polonia nel 1300. Intorno alla metà del secolo successivo, fecero da protagoniste in Europa centro-orientale le guerre tra Ladislao (e in seguito suo figlio Casimiro III il Grande) e una coalizione composta da boemi, brandeburghesi e cavalieri teutonici, che cercarono di frammentare la Polonia. Durante questo periodo, tutti i duca della Slesia accettarono le rivendicazioni di Ladislao per la sovranità sugli altri Piast. Dopo aver ottenuto il placet papale per la sua incoronazione, tutti e nove i duchi di Slesia dichiararono due volte (nel 1319 prima e nel 1320 dopo l'incoronazione) che i loro regni si trovavano all'interno dei confini del Regno di Polonia.
L'ultimo Piast della Slesia indipendente, Bolko II di Świdnica, morì nel 1368. Sua moglie Agnese governò il ducato Świdnica fino alla sua morte nel 1392. Successivamente, tutti i Piast della Slesia divennero vassalli della Corona boema.
Nonostante la cessione della provincia, nel Regno di Polonia non si rinunciò all'idea di abbandonare definitivamente la Slesia. Entro la fine del XIV secolo, la regione si ripartì in 17 principati: Breslavia, Brzeg, Głogów, Jawor, Legnica, Ziębice, Oleśnica, Świdnica e Ścinawa nella Bassa Slesia; Bytom, Niemodlin, Koźle, Nysa, Opole, Racibórz, Strzelce Opolskie e Cieszyn nell'Alta Slesia. I piccoli governanti di queste sezioni si concentrarono su lotte intestine e si dimostrarono piuttosto incompetenti nel controllare i soprusi dei loro vassalli. Il paese cadde in uno stato di crescente anarchia: fecero eccezione alcuni duchi della Bassa Slesia, come Enrico I e Bolko I, e i summenzionati Enrico II e IV, che riuscirono a riunire la maggior parte dei principati vicini.

## Regno di Boemia

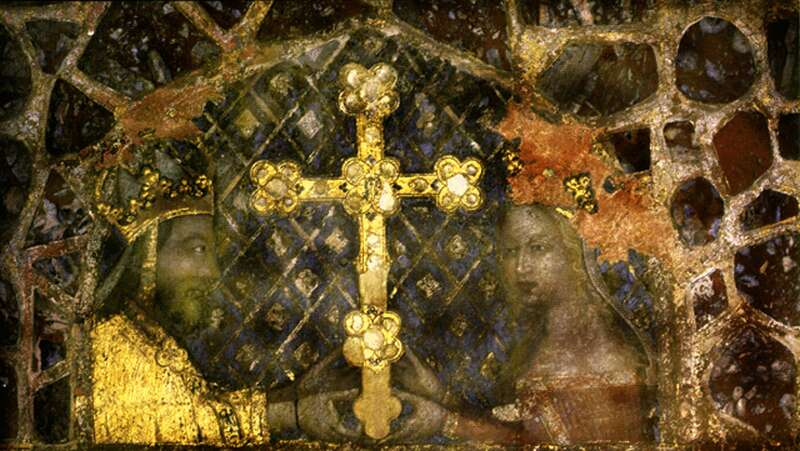
Carlo IV, re di Boemia, e sua moglie Anna di Schweidnitz. Dopo tale matrimonio, l'ultimo ducato indipendente di Slesia passò alla Boemia

Nonostante il formale consenso papale per l'incoronazione, il diritto di Ladislao alla corona fu contestato dai successori di Venceslao III (anche re di Polonia) sul trono di Boemia. Nel 1327 Giovanni I invase la regione e, dopo l'intervento del re Carlo I d'Ungheria, lasciò la Piccola Polonia e rafforzò sulla via del ritorno la sua supremazia sui Piast dell'Alta Slesia.
Nel 1329 Ladislao I il Breve combatté con l'ordine teutonico, il quale riceveva l'appoggio di Giovanni di Boemia che deteneva alcuni possedimenti in Masovia e Bassa Slesia. Nel 1335 Giovanni di Boemia rinunciò alle sue pretese sul trono polacco a favore di Casimiro III il Grande, il quale in cambio non si interessò più a conquistare la Slesia. Questa situazione geopolitica fu formalizzata nel trattato di Trenčín e nel congresso di Visegrád (1335), ratificato nel 1339 e successivamente dopo la guerra polacco-ceca confermata nel trattato di Namslau del 1348. Di conseguenza, il regno polacco rinunciò a qualsiasi pretesa sulla Slesia "per tutti i tempi futuri", rendendo il confine tra il Sacro Romano Impero e quindi la Germanosfera in Slesia uno dei più longevi di tutta Europa.
I legami con la Boemia ravvivarono l'economia della Slesia, che fino ad allora beneficiava principalmente della Via Regia, un'importante rotta commerciale transeuropea. Secondo i desideri della Casata di Lussemburgo, Breslavia, il principale centro commerciale della Slesia, instaurò nuovi contatti con Budapest e Venezia a sud, Toruń e Danzica a nord e divenne membro della Lega anseatica. La prosperità economica favorì lo sviluppo di una ricca cultura municipale, che trovò la sua espressione in importanti edifici religiosi e secolari così come la partecipazione di molti slesiani nelle vicine università di Cracovia, Lipsia e Praga (le più popolari fino al decreto di Kutná Hora del 1409).
Con la morte di Carlo IV nel 1378 e le successive controversie nella casata del Lussemburgo, la protezione della Boemia in riferimento alla Slesia terminò; il conflitto si propagò e alcuni cavalieri predoni ne approfittarono per effettuare soprusi nella regione. Alcune tregue dichiarate a livello locale, dichiarate da nobili minori della Slesia, non sovvertirono la situazione, che divenne molto peggiore a causa della successiva crociata hussita.

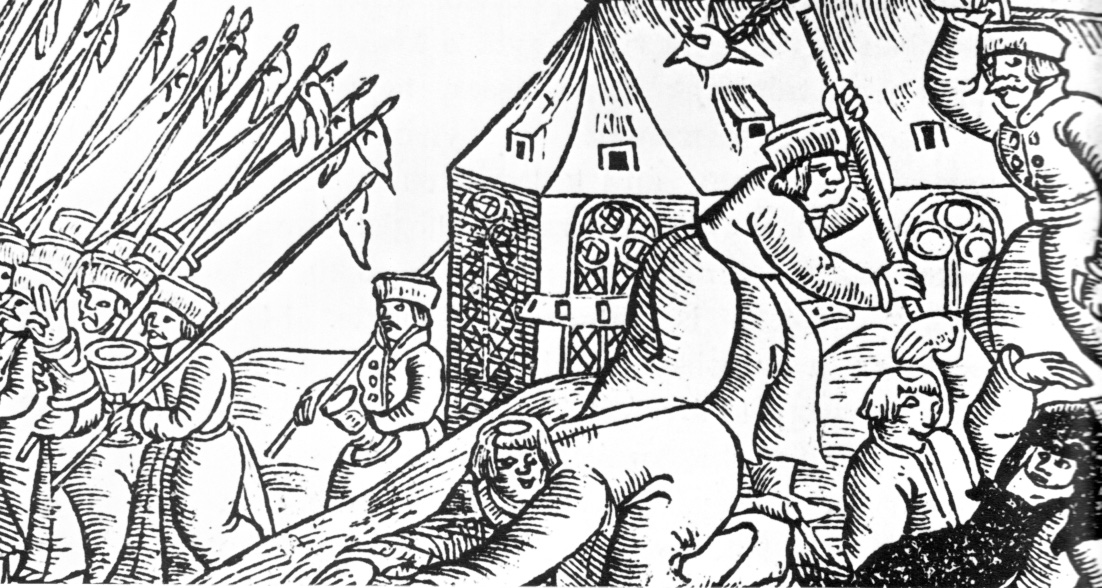
Massacro ussita

Quando Jan Hus fu arso sul rogo a Costanza aumentò l'agitazione religiosa e nazionale in Boemia, tollerata dal re Venceslao. Dopo la sua morte, nel 1419, i cechi rifiutarono di accettare Sigismondo come loro nuovo monarca poiché lo ritenevano responsabile della morte di Hus. Sigismondo in cambio convocò una dieta a Breslavia, la prima tenutasi a est dell'Elba, per determinare come agire contro i cechi in rivolta. Diciotto governanti locali resero omaggio al re e promisero aiuto: nel 1421 un esercito della Slesia invase ripetutamente la Boemia nord-orientale, ma fu sconfitto dagli hussiti. La Moravia si unì a tale movimento riformista, isolando la Slesia e la Lusazia nelle terre boeme e lasciando i taboriti nella regione. Nel gennaio 1425 gli hussiti esercitarono una pressione permanente sulle terre della Slesia, tramite incursioni denominate "belle cavalcate", mentre nel 1427, sostenuti da alcuni signori polacco-lituani (Dobiesław Puchała, Zygmund Korybut) e da duchi silesiani (in primis Bolko V l'Ussita), invasero molte volte la Slesia, distruggendo più di 30 città e devastando anche le campagne. In contemporanea, eserciti congiunti di duchi locali e ricchi centri urbani (Breslavia innanzitutto) imperversarono presso il confine tra Boemia orientale e Slesia (intorno a Náchod e Trutnov). Alcuni insediamenti della Slesia come Gliwice, Kluczbork, Niemcza o Otmuchów, divennero roccaforti hussite per diversi anni e rappresentarono un timore costante per le regioni vicine. La minaccia hussita perdurò fino al 1434, quando furono sconfitti dagli utraquisti più moderati a Lipany. Sigismondo divenne re di Boemia e unì la Slesia (eccetto le terre di Bolko V) sancendo una pace duratura che passò per la nomina del vescovo Corrado, duca di Oels, come primo governatore (in tedesco: Oberlandeshauptmann).

### La lotta per il potere

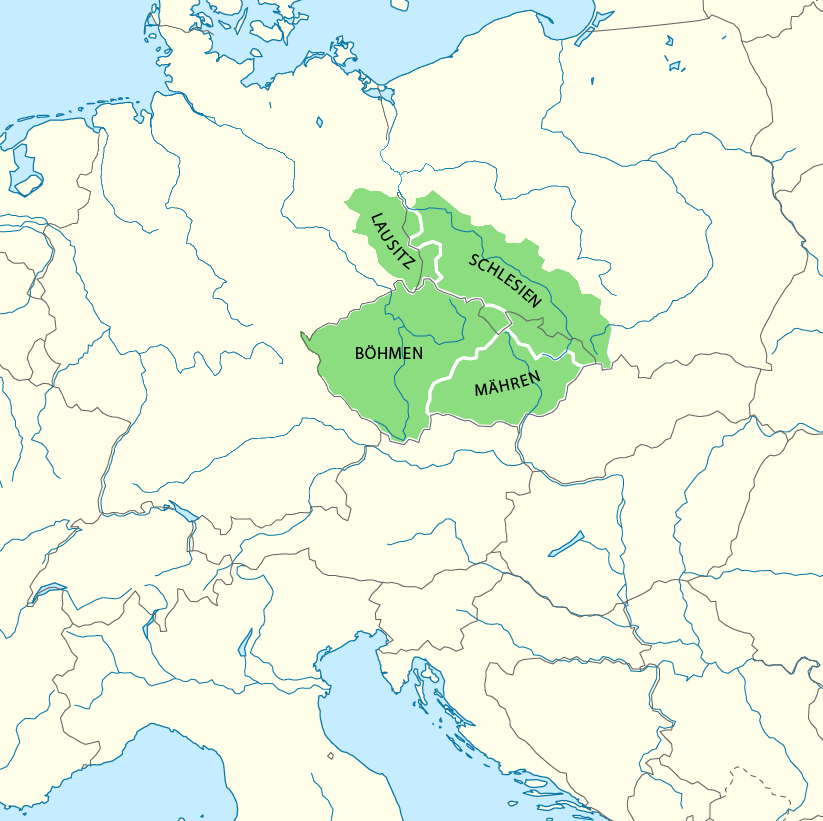
L'intera Slesia rimase una delle terre fedeli alla corona boema fino al 1740

Alla morte di Sigismondo nel 1437 seguirono delle dispute. La corona boema fu contesa tra Alberto II d'Asburgo e Ladislao III di Polonia e dopo la morte prematura del primo, nel 1439, la sua vedova Elisabetta ribadì le pretese al trono del marito: la Slesia, in quanto situata tra la Polonia e la Boemia, si trasformò di nuovo un campo di battaglia. La maggioranza dei principi della Slesia sostenne Elisabetta. Dopo la morte di Ladislao nel 1444, il reggente ad interim della Boemia Giorgio di Poděbrady salì al potere nel 1458 e ripartì a mo' di feudo tra i suoi due figli la Slesia nei Ducati di Münsterberg (Ziębice) e Opava (Troppau), mentre la Contea di Kladsko (Glatz) prese forma perché assai vicina alla Slesia. Avendo nominato nobili cechi come governatori e principati ereditari, il ceco divenne la lingua ufficiale in gran parte della Slesia.
I nemici di Giorgio di Poděbrady nel 1469 elessero Mattia Corvino, sovrano d'Ungheria ed ex genero di Giorgio, come anti-re di Boemia. La lotta per il potere tra i due si svolse prevalentemente in Slesia e Moravia e andò avanti pure dopo la morte di Giorgio, nel 1471, sotto il suo successore minorenne Ladislao. Dopo lunghe battaglie si trovò un compromesso: entrambi mantennero il titolo, mentre Ladislao ricevette il cuore della Boemia e a Mattia spettarono la Moravia, la Lusazia e la Slesia.

### Frammentazione
Lo sviluppo della Slesia durante il XV secolo fu segnato da varie insicurezze esterne: alcune distretti periferici andarono perduti. Siewierz fu acquisita dal vescovo di Cracovia nel 1443 e formalmente incorporata alla Polonia solo nel 1790. I ducati di Oświęcim (nel 1457) e Zator (nel 1494) furono venduti a re di Polonia e vennero incorporati nel Regno nel 1564. Altre porzioni della regione furono acquisite da dinastie non slesiane come la Casata di Wettin, che ottenne Sagan, o quella di Brandeburgo, che ottenne il Ducato di Krosno. Nel 1523, Giorgio di Brandeburgo-Ansbach acquistò il Ducato di Karniów per la somma di 58.900 fiorini ungheresi ; gli successe poi suo figlio e, più tardi ancora, due margravi di Brandeburgo, mentre gli Hohenzollern furono infine privati del Ducato di Karniów nel 1620, durante la guerra dei Trent'anni.
Dopo la morte dell'ultimo Piast di Slesia di Opole-Racibórz nel 1532, il ducato passò in pegno al margravio Giorgio per 183.333 fiorini e rimase in suo possesso fino al 1549. Mentre il ducato di Opole-Racibórz passò brevemente in mano ai Vasa dal 1645 al 1666, il Bytom fu acquisito dal margravio Giorgio nel 1532 e perso dagli Hohenzollern nel 1620 insieme al Ducato di Karniów. Il Ducato di Głogów rimase in mano ai monarchi polacchi, nello specifico Giovanni I Alberto e Sigismondo I il Vecchio tra il 1490 e il 1508.

### Declino
Il declino economico causato dalla crociata hussita spinse i commercianti a evitare sia la Boemia che la Slesia. La nuova rotta commerciale diretta tra Lipsia e Poznań minacciava gli interessi della Slesia e fu motivo di guerre commerciali con la Polonia. Breslavia perse il suo diritto di scarico nel 1515, e il commercio sulla Via Regia verso il mar Nero perse la sua importanza dopo l'occupazione turca delle colonie italiane in quella regione. Il commercio con l'Europa sudorientale, in particolare l'Ungheria, aumentò dopo che i monarchi magiari divennero signori della Slesia e anche i collegamenti commerciali con le città della Germania settentrionale si irrobustirono.
La popolazione diminuì dopo la fine del XIV secolo a causa di una crisi agricola, in seguito intensificata dalle guerre hussite: gli insediamenti rurali furono abbandonati e le città persero parte della loro popolazione totale. Ciò causò un flusso migratorio che portò alla mescolanza di tedeschi e slavi, con questi ultimi che adottarono presto l'idioma della maggioranza tedesca. Il grosso delle enclavi linguistiche polacche nel sud della Bassa e Media Slesia scomparvero, lasciando spazio alle comunità tedesche. Nella parte occidentale della Slesia la lingua polacca sopravvisse solo nella regione intorno a Zielona Góra (Grünberg) e Otyń (Deutsch Wartenberg) e nella piana agricola a sinistra dell'Oder in un triangolo tra Breslavia, Kąty Wrocławskie (Kanth), Strzelin (Strehlen) e Oława (Ohlau). Per inverso, quasi tutte le enclave linguistiche tedesche in Alta Slesia risultavano scomparse nel XVI secolo, ad eccezione di Opava (Troppau), Kietrz (Katscher) e Bielsko (Bielitz). Questo processo fu inoltre incoraggiato dall'uso diffuso del ceco come lingua ufficiale nell'Alta Slesia a quel tempo, poiché entrambi gli idiomi presentavano ancora delle caratteristiche comuni.

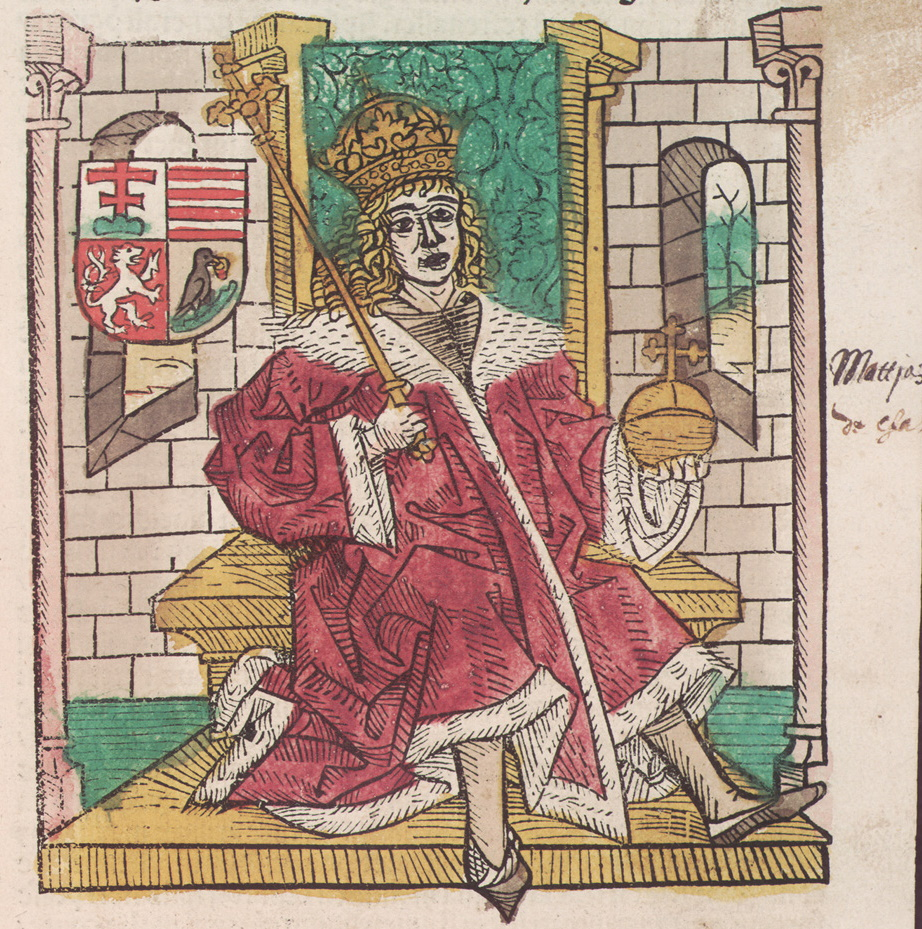
Mattia Corvino, anti-re di Boemia e signore supremo della Slesia

Gli sforzi volti ad unire il paese frammentato furono aspetti positivi del XVI secolo. I tentativi di Sigismondo nel XV secolo ebbero successo solo in modo temporanea, mentre le riforme di Mattia Corvino ottennero effetti più duraturi. Il re accolse sempre al suo fianco rappresentanti della Slesia, per un breve periodo chiamati Oberlandeshauptleute (governatori principali), in genere, principi-vescovi. Il termine, apparso per la prima volta nel XV secolo, faceva riferimento a figure distribuite tra l'Alta e la Bassa Slesia. Il Fürstentage ("Dieta principesca"), per cui in principio si prevedevano solo incontri a cadenza non meglio specificata, divennero riunioni annuali, sebbene avvenute a volte non in sincrono in Alta e Bassa Slesia. Le diete si occupavano di questioni come la riscossione delle tasse (le richieste di tasse da parte del Signore Supremo erano una novità), dispiegamento di truppe o monetazione. Una suprema corte principesca (in ceco: knížecí soud; in tedesco: Fürstenrecht) fu istituita per la prima volta nel 1498 per risolvere le controversie tra il re (allora Ladislao II di Boemia e Ungheria), i principi e baroni (signori liberi) e i rappresentanti di 3 ducati: Głogów (Glogau), Opole-Racibórz e Żagań (Sagan).

## Monarchia asburgica

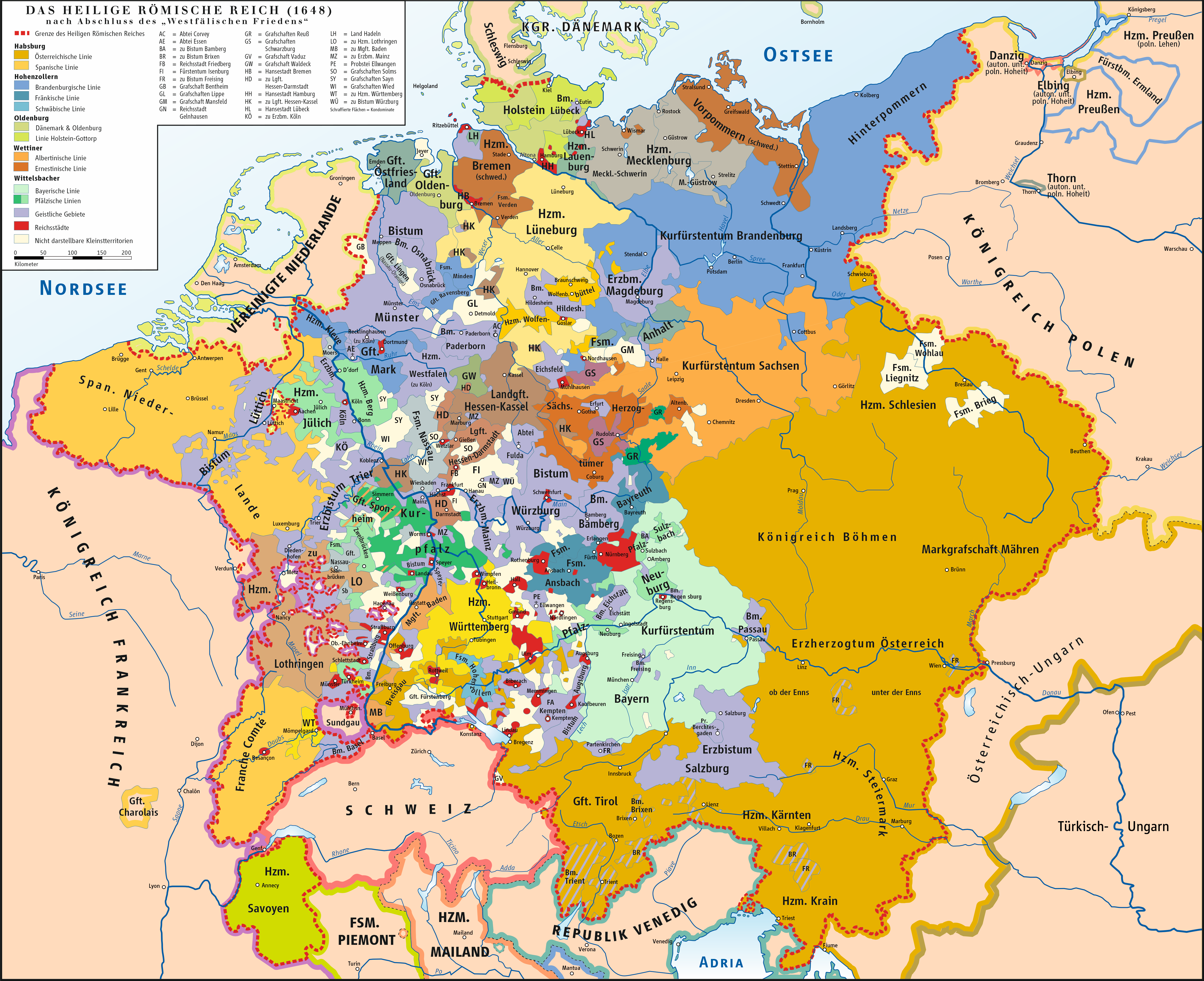
La Slesia all'interno del Sacro Romano Impero sotto la Casa d'Asburgo

Dopo la morte di Luigi II d'Ungheria e Boemia nel 1526, Ferdinando I d'Austria fu eletto re di Boemia e quindi sovrano anche della Slesia. Nel 1537, il duca Piast Federico II concluse il trattato di Brieg con il principe elettore Gioacchino II di Brandeburgo, ai sensi del quale gli Hohenzollern di Brandeburgo avrebbero ereditato il Ducato di Brieg dopo l'estinzione dei Piast: tuttavia, l'austriaco Ferdinando rifiutò di rarificare l'accordo.

### Riforma
La Riforma protestante prese presto piede in Slesia: i suoi principali sostenitori furono Federico II di Liegnitz e Giorgio von Ansbach-Jägerndorf, che promossero l'adozione del nuovo credo nel proprio ducato e nei ducati promessi di Oppeln e Ratibor. Breslavia non solo adottò la fede ma, in quanto sede del governatore provinciale, promosse il protestantesimo anche in città. Dopo la morte di Ferdinando I nel 1564 solo il vescovo di Breslavia, i governanti e le signorie di Loslau, Pleß e Trachtenberg e una fetta poco numerosa della popolazione rimase cattolica. La Slesia si avvicinò al centro della Riforma protestante, il Brandenburgo e la Sassonia, e il paese ospitò diversi importanti intellettuali luterani. Nel 1526 la Slesia vide la presenza della prima università protestante d'Europa quando Federico II aprì un'accademia evangelica a Liegnitz. L'istituto chiuse i battenti tre anni dopo a causa di difficoltà economiche e controversie teologiche tra luterani e seguaci di Kaspar Schwenckfeld, un settario e confidente di Federico II le cui idee divennero popolari.
La confessione protestante non fu perseguitata da Ferdinando I e Massimiliano II, solo Schwenckfeld, gli anabattisti e i sacerdoti sconsacrati non furono accettati. La situazione cambiò con l'ascesa al trono di Rodolfo II e con l'aiuto dell'arciduca Carlo, vescovo di Breslavia.
Per porre fine all'oppressione derivante dalla loro fede, i feudi della Slesia si unirono a quelli protestanti della Boemia e smisero di pagare le tasse all'imperatore nel 1609. Dopo che i boemi costrinsero l'imperatore a emettere la sua Maiestas Rudolphina (Lettera di Maestà) l'imperatore fu spinto a pubblicare un'altra lettera simile per la Slesia contenente ulteriori diritti. Quando Rodolfo cercò di ritirarsi da questi accordi nel 1611, i possedimenti di Boemia e Slesia dichiararono fedeltà a Mattia, che già possedeva Arciducato d'Austria, il Margraviato di Moravia e il Regno d'Ungheria. Mattia ribadì i contenuti sella Lettera di Maestà e concesse alle proprietà della Slesia una cancelleria tedesca indipendente rispetto a Praga. I protestanti della Slesia furono indeboliti quando diversi governanti della Slesia si convertirono al calvinismo o tornarono al cattolicesimo.
Dopo che Mattia salì al trono boemo, Ferdinando II, fervente cattolico, cominciò a prodigarsi per rafforzare la diffusione della fede cattolica. Dopo la terza defenestrazione di Praga nel 1618, i feudi della Slesia seguirono la rivolta boema, elessero Federico V come loro nuovo sovrano di Boemia e resero omaggio a Breslavia. La sconfitta nella battaglia della Montagna Bianca costrinse Federico a fuggire a Breslavia, dove non riuscì a radunare nuove truppe, e consigliò agli slesiani di avviare dei contatti con la Sassonia, la quale aveva occupato la Lusazia. Il successivo accordo di Dresda risparmiò la Slesia per i prossimi anni dai combattimenti e affermò i privilegi precedenti, costringendo tuttavia i signori locali a pagare 300.000 fiorini e ad accettare Ferdinando II come loro sovrano. Subito dopo, l'imperatore, che aveva assicurato la corona boema elettiva come possedimento ereditario della dinastia asburgica, coadiuvato dal principe vescovo, cominciò a mettere in atto i dettami della controriforma, sollecitando gli ordini cattolici a reinsediarsi in Slesia poiché avrebbero goduto della possibilità di ricevere dei possedimenti terrieri.

### Guerra dei trent'anni

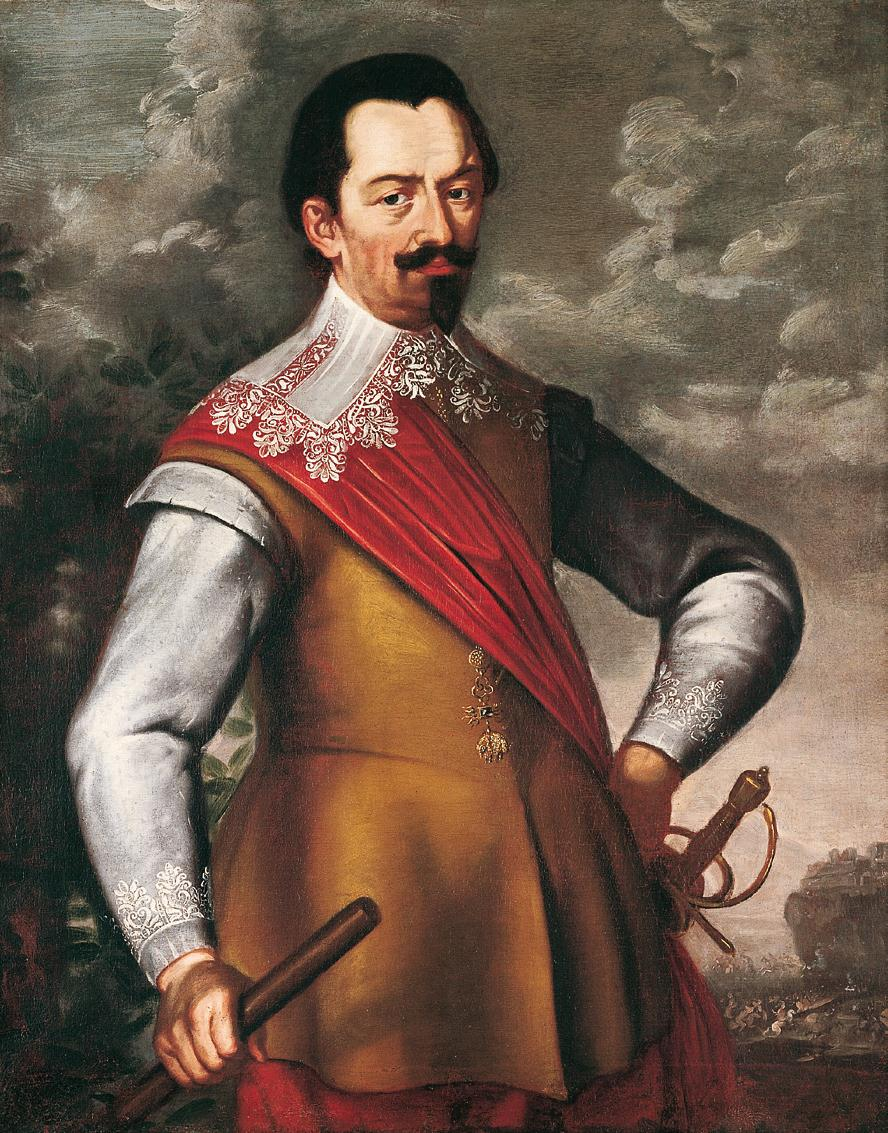
Albrecht von Wallenstein, signore del Ducato di Sagan

La guerra dei Trent'anni raggiunse la Slesia quando il protestante Ernst von Mansfeld scatenò una campagna militare contro l'Ungheria e attraversò la Slesia nel 1629, dando all'imperatore la possibilità di invadere la regione. L'autorità distrettuale della Slesia divenne un ufficio imperiale, mentre Albrecht von Wallenstein divenne signore del Ducato di Sagan e di Glogau. I famigerati "dragoni del Liechtenstein" spinsero i cittadini dei principati a rientrare nella Chiesa cattolica o altrimenti sarebbero stati espulsi. I proprietari terrieri protestanti persero i loro beni e vennero rimpiazzati da famiglie cattoliche.
Nel 1632 i paesi protestanti di Sassonia, Brandeburgo e Svezia, uniti contro l'imperatore, invasero la Slesia, spingendo i feudi detenuti da signori protestanti a unirsi agli scontri. Tuttavia, poiché la vicina Sassonia cercava la pace nel 1635, i slesiani persero questo importante alleato, costringendoli a sottomettersi nuovamente all'imperatore. In tale occasione, solo i ducati di Liegnitz, Brieg, Wohlau, Oels e la città di Breslavia preservarono la propria libertà religiosa.
Gli anni tranquilli dopo il 1635 furono seguiti da nuovi conflitti militari tra il 1639 e il 1648. Le truppe svedesi e imperiali devastarono il paese, le città furono distrutte da incendi e pestilenze, molte persone fuggirono nei paesi vicini di Brandeburgo, Sassonia o Polonia, dove potevano liberamente esprimere la loro fede, o in campagna per sfuggire alle avverse condizioni dei centri più popolosi.

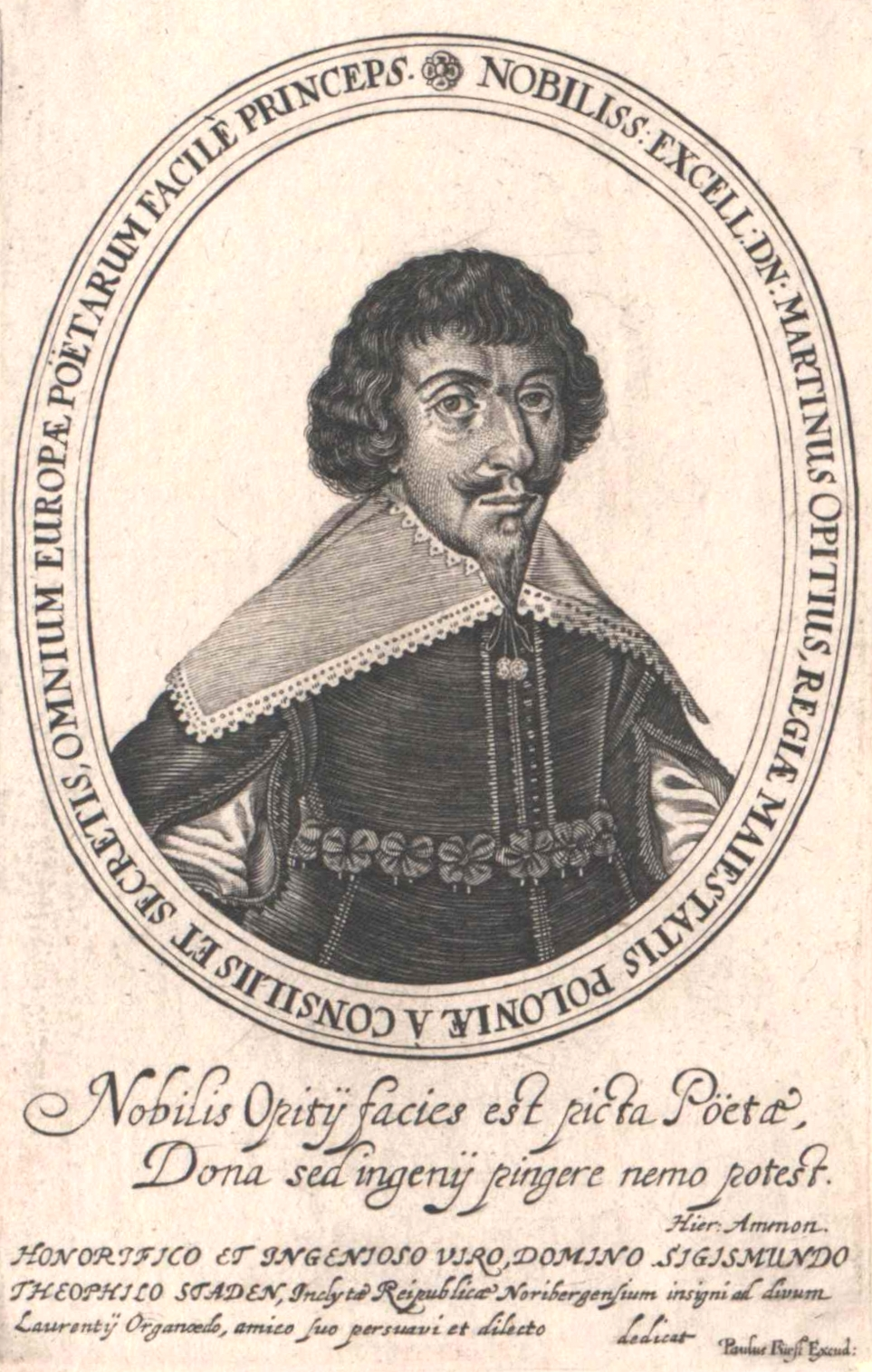
Martin Opitz, uno dei più importanti poeti tedeschi del suo tempo

La pace di Vestfalia pose fine alla guerra dei Trent'anni. I ducati di Liegnitz, Brieg, Wohlau, Oels e la città di Breslavia mantennero la libertà religiosa e fu consentita la costruzione di tre chiese protestanti, le Chiese della Pace. L'oppressione sistematica della fede protestante si intensificò anche nel resto della Slesia, poiché la maggior parte delle chiese furono chiuse o affidate ai pochi cattolici rimasti. Si assistette al contempo a un ulteriore esodo di persone verso altre regioni geografiche circostanti, evento che portò alla fondazione di diverse nuove città. Le chiese protestanti a ridosso della Slesia, le cosiddette "chiese di confine" (in tedesco: Grenzkirchen), vennero edificate per fornire un luogo in cui i slesiani potessero praticare la loro religione.
Federico Guglielmo, ultimo maschio dei Piast della Slesia e duca di Teschen morì nel 1625 e il governo del ducato passò a sua sorella Elisabetta Lucrezia, moglie del duca del Liechtenstein, fino alla sua morte nel 1653, dopo di che tornò alla corona boema sotto i governanti asburgici. I ducati protestanti rimanenti furono ricattolicizzati, ma grazie alle pressioni del re svedese Carlo XII, Giuseppe I permise ai sensi del trattato di Altranstädt (1707) la libertà religiosa in Slesia. Si autorizzò la costruzione di altri sei edifici ecclesiastici, le cosiddette "chiese della misericordia" (in tedesco: Gnadenkirchen, in ceco: milostivé kostely).
A causa della guerra dei Trent'anni, delle malattie e dell'emigrazione, la Slesia perse gran parte della sua popolazione e l'impatto risultò così dirompente che alcune città si ripresero solo alle porte del XIX secolo. Nonostante le incerte circostanze politiche, economiche e religiose, la Slesia divenne il centro della poesia tedesca barocca nel XVII secolo. I suoi esponenti principali furono Martin Opitz, Friedrich von Logau, Andreas Gryphius o Christian Hofmann von Hofmannswaldau, insieme a scrittori e religiosi tra cui Angelus Silesius, Abraham von Franckenberg o Christian Knorr von Rosenroth.

### Dominio polacco sull'Alta Slesia

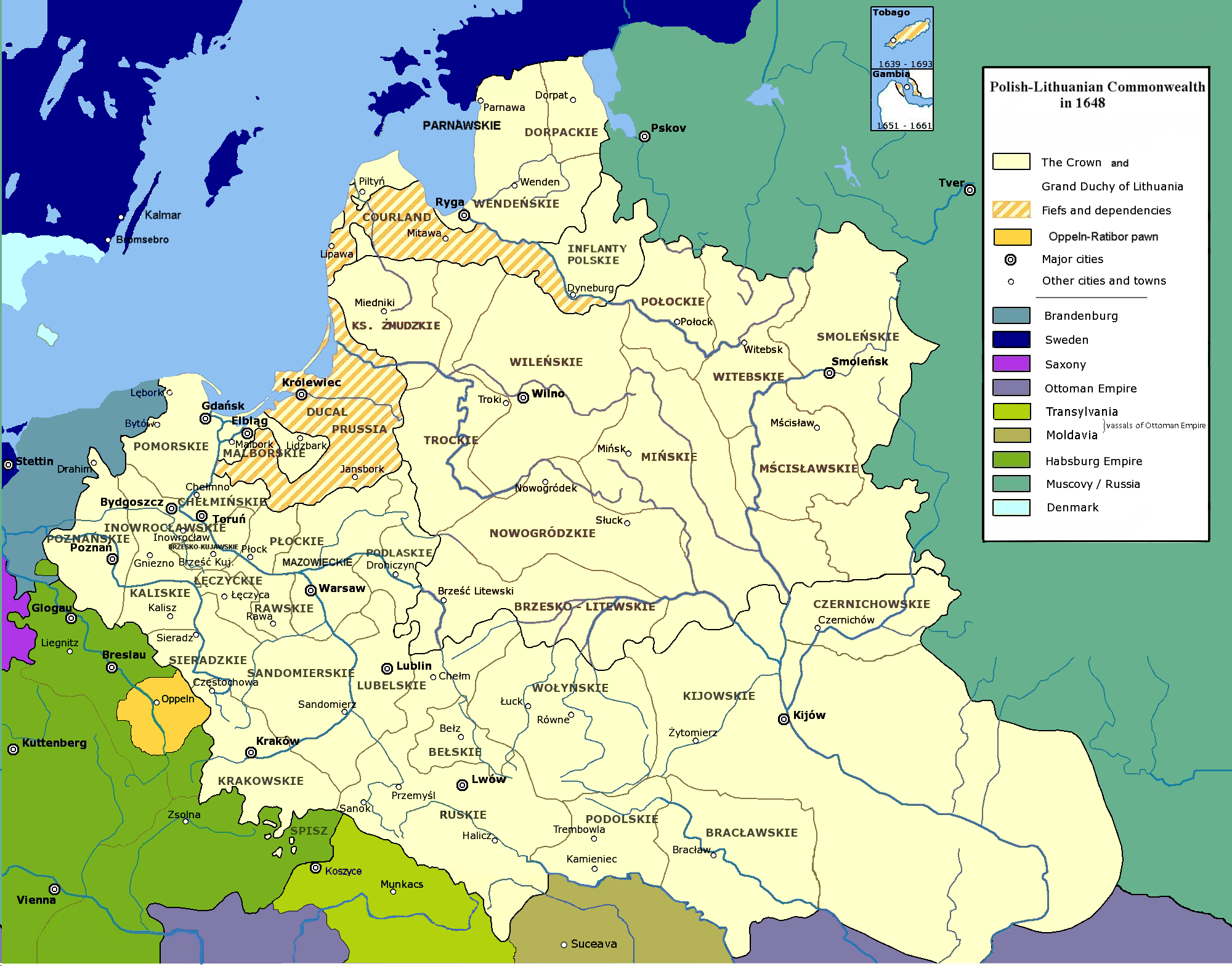
La Confederazione polacco-lituana e il Ducato di Opole e Racibórz nel 1648

A partire dal regno di Sigismondo III Vasa (18 settembre 1587-19 aprile 1632) l'Alta Slesia catturò ancora una volta l'interesse della monarchia polacca. Dopo la perdita del trono svedese, il ramo polacco del Casato di Vasa aveva un disperato bisogno di rafforzare la propria posizione in Polonia, dove erano stati eletti monarchi, mentre in Svezia avevano il ruolo di governanti ereditari. Ciò portò a negoziati tra gli imperatori polacchi e asburgici riguardanti l'Alta Slesia. Il principale tentativo dei diplomatici polacchi fu quello di ottenere il Ducato di Opole-Racibórz come equivalente per la dote non pagata di Anna d'Austria e Costanza d'Asburgo entrambe le mogli di Sigismondo III. All'inizio riluttante a concedere alcun compenso, nel 1637 l'imperatore Ferdinando III decise di riprendere i negoziati dopo che la Francia aveva offerto alla Polonia l'intera Alta Slesia se si fosse unita al fianco di Parigi nella guerra. A quel punto Ladislao IV Vasa aveva ottenuto il possesso solo di diversi possedimenti sparsi in Boemia, senza godere di collegamenti terrestri con la Polonia. La situazione mutò ulteriormente quando il regno di Svezia si unì alla coalizione anti-asburgica e invase la Slesia, catturò la maggior parte delle città importanti in Bassa Slesia e marciò pure nell'Alta Slesia. Nel 1641 Ladislao IV avviò i negoziati con la Danimarca per convincerla a unirsi agli Asburgo contro la Svezia: in cambio dell'assistenza militare, si chiedeva lo scambio dei possedimenti in Boemia fossero scambiate con il Ducato di Opole-Racibórz. Dopo pesanti disfatte riportate in Alta Slesia (perdita di Opole, Koźle e Namysłów), Ferdinando III accettò finalmente le proposte di Ladislao nel 1644. L'accordo, firmato nel 1645, concedeva a questi e ad altri successori di suo padre - Sigismondo III - il titolo di duca di Opole e Racibórz. I diritti del Casato di Vasa dovevano durare per 50 anni, a meno che la linea di Sigismondo non si estinguesse o il ducato venisse riacquistato dagli Asburgo. Una siffatta situazione geopolitica portò a una pace duratura in Alta Slesia, in quanto a quel punto gli svedesi non intendevano entrare in conflitto aperto con la Polonia. Ciò rafforzò altresì rafforzato i legami economici e culturali tra l'Alta Slesia e la Polonia. La pace intensificò infatti gli scambi commerciali e, insieme alla tolleranza per i protestanti locali, riscosse il favore dei monarchi polacchi in Alta Slesia.
Durante il regno di Giovanni II Casimiro, il sovrano, accompagnato dalla moglie Maria Luigia Gonzaga e dalla corte reale, risiedette nel Ducato, dopo che la Polonia fu invasa dagli svedesi nel 1655, dirigendo da Opole e Głogówek comandò le forze polacche. Nella chiesa francescana locale, Giovanni tenne la solenne "proclamazione di Opole", in cui esortava tutti i polacchi alla rivolta contro gli svedesi.
La coppia reale, che non aveva figli, parteggiava fortemente per l'elezione di un nuovo monarca mentre Giovanni era ancora in vita (vivente rege): il sostegno veniva riservato a Enrico III Giulio di Borbone-Condé. Al fine di rafforzare la sua posizione, il ducato di Opole-Racibórz passò in dote alla moglie di Enrico III, Anna del Palatinato, nipote della regina. Una simile mossa politica fu contestata dall'imperatore Leopoldo I, che riacquistò il Ducato il 21 maggio 1666 al prezzo di 120.000 fiorini. Dopo che gli Asburgo riconquistarono l'Alta Slesia, la tolleranza per la popolazione protestante terminò e si introdusse un programma di controriforma per le parti settentrionali del Ducato.

## Regno di Prussia

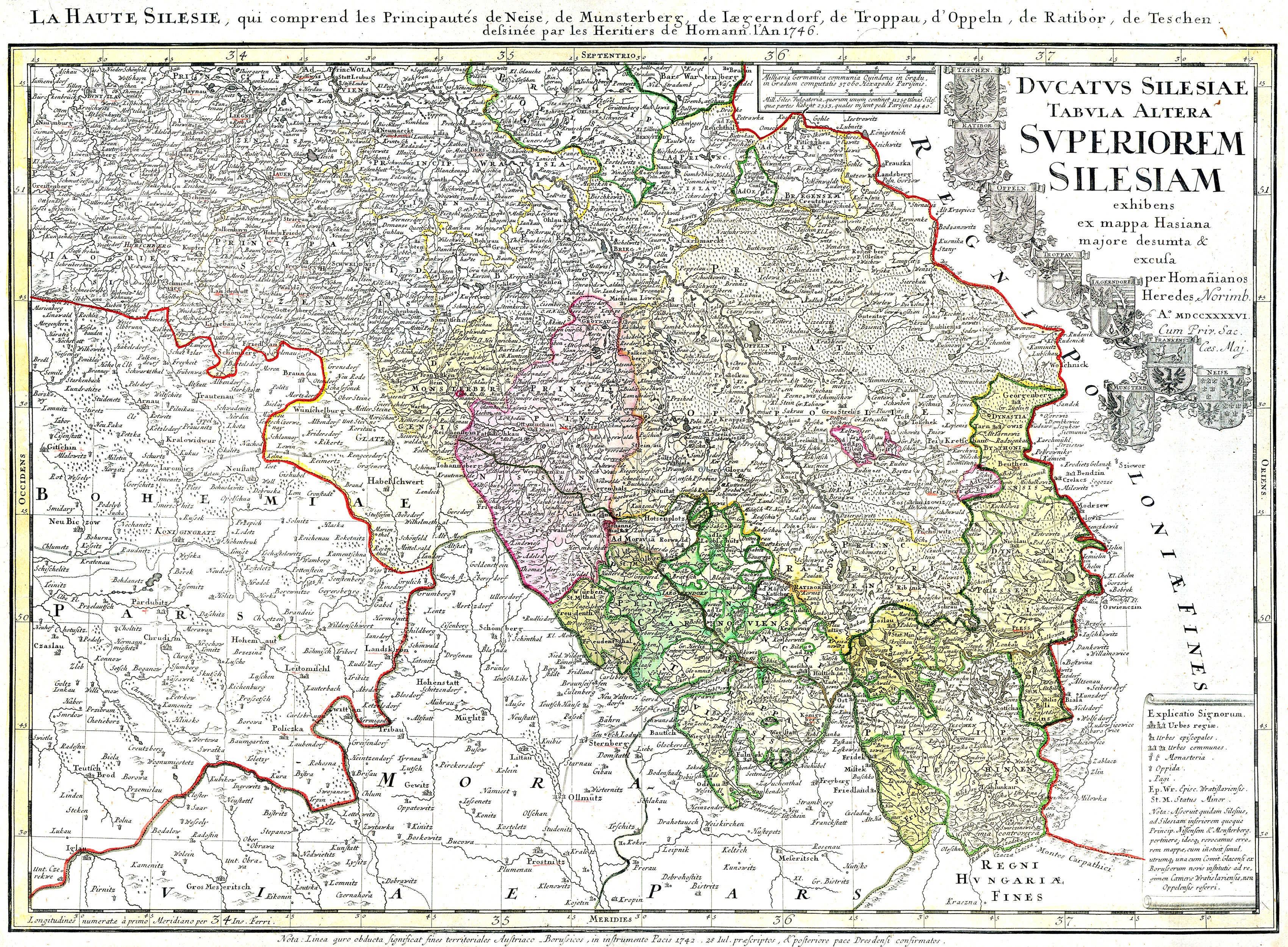
Mappa dell'Alta Slesia e dei Ducati di Slesia, 1746

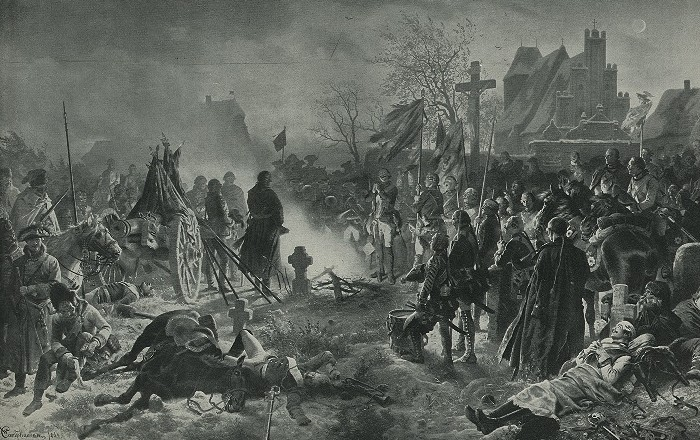
Federico II di Prussia dopo la battaglia di Leuthen

Nel 1740, l'annessione della Slesia da parte del re Federico II di Prussia fu accolta con favore da molti abitanti della regione, non solo protestanti o tedeschi. Federico basò le sue rivendicazioni sul trattato di Brieg e la sua invasione del 1740 scatenò la prima guerra di Slesia (parte della guerra di successione austriaca). Alla fine del conflitto, il Regno di Prussia aveva sottomesso quasi tutta la Slesia, mentre alcune zone nell'estremo sud-est, come il Ducato di Cieszyn e quello di Opava, rimasero possedimenti della Corona di Boemia e della monarchia asburgica austriaca. La terza guerra di Slesia (compresa nella guerra dei sette anni del 1756-1763) confermò il controllo prussiano sul grosso della Slesia.
Durante la guerra di successione austriaca, la Prussia installò una propria amministrazione volta a soddisfare le esigenze di uno stato moderno. Guidata da un ministro provinciale (Provinzialminister) direttamente subordinato al re, la Slesia appariva divisa in due camere di guerra e di dominio a Breslavia e Glogau, che amministravano 48 distretti (Kreise al singolare, Kreis). La Slesia mantenne così la sua posizione eccezionale all'interno della Prussia. Solo la magistratura era affiliata al capo del rispettivo dipartimento prussiano, mentre le fortificazioni furono rafforzate e il numero dei soldati decuplicò.

### Industria e estrazione mineraria
L'industria della Slesia patì gravemente dopo la guerra: per stimolare l'economia protestanti cechi, tedeschi e polacchi furono invitati a stabilirsi nel paese, in particolare in Alta Slesia. Il grosso dei coloni proveniva da paesi non prussiani, poiché anche Federico II desiderava aumentare la popolazione della Prussia. I polacchi, situati soprattutto nell'area governata dagli Asburgo intorno a Teschen, si stabilirono in tutta l'Alta Slesia, mentre i cechi si trovavano principalmente nei dintorni di Oppeln, Strehlen e Groß Wartenberg. Con gli incentivi riservati ai tedeschi della Germania centrale e occidentale, furono stabiliti molti insediamenti minerari e di legname: i grandi proprietari terrieri decisero presto di spostarsi a sud e fondarono molti nuovi insediamenti. Federico II sostenne la ricostruzione delle città, a volte con donazioni derivanti dal suo tesoro personale, anche se in misura minore rispetto all'emanazione di riforme più o meno efficaci volte a incentivare l'economia, come il divieto di esportazione della lana in Sassonia o in Austria e l'aumento dei dazi doganali.
L'estrazione mineraria e la metallurgia raggiunsero un'importanza particolare nella metà del XVIII secolo. Nel 1769 in Slesia si introdusse una legge mineraria standardizzata, la cosiddetta "revidierte Bergordnung", che esonerava i minatori di carbone dalle tasse e da doveri militari, oltre che ridurre il loro orario lavorativo in otto ore giornaliere. All'inizio i centri minerari e della metallurgia per eccellenza erano Waldenburg e Neurode nella Bassa Slesia, ma in seguito assunse un ruolo prevalente l'Alta Slesia.
Le restrizioni confessionali furono abolite già durante la prima guerra della Slesia e, fino al 1752, furono costruite 164 chiese provvisorie, chiamate Bethäuser o Bethauskirchen. I moraviani, una confessione protestante, stabilirono diversi nuovi insediamenti, tra cui Gnadenfrei (in polacco Pilawa Gorna), Gnadenberg (Godnow) e Gnadenfeld (Pawlowiczki). Sebbene Federico e il vescovo di Breslavia presentassero delle perplessità sull'impianto della Chiesa romana, il re sostenne il sistema scolastico cattolico.

### Epoca napoleonica

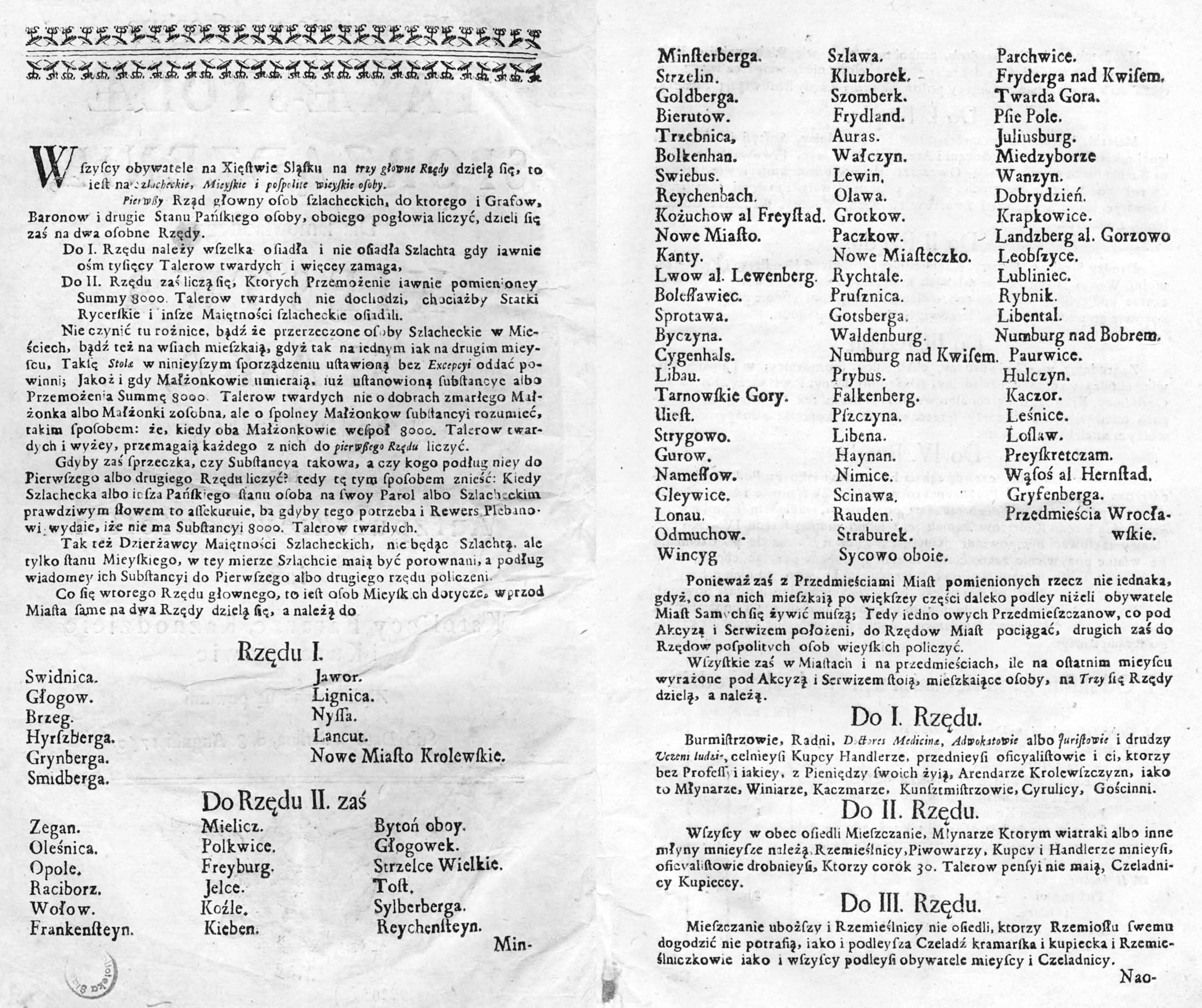
L'uso popolare di toponimi polacchi in Slesia nel XVIII secolo richiedeva il rilascio di documenti in polacco. Questo, datato 1750, fu pubblicato in Berlino durante le guerre di Slesia

Nel 1806 i confederati di Napoleone invasero la Slesia e solo i forti di Glatz, Silberberg e Cosel resistettero fino alla pace di Tilsit. Dopo l'adozione delle riforme di Stein e Hardenberg tra il 1807 e il 1812, la Slesia venne completamente incorporata nella Prussia, le proprietà della Chiesa cattolica furono secolarizzate e le condizioni sociali ed economiche migliorarono. Nell'aprile del 1811 Federico Guglielmo III di Prussia incorporò a Breslavia l'Università Viadrina di Francoforte sull'Oder, in difficoltà a seguita della creazione della nuova Università Humboldt di Berlino. Così il 3 agosto 1811, la combinazione dei due atenei diede luce alla nuova Universitas Litterarum Vratislaviensis, con cinque facoltà di teologia cattolica, la teologia protestante (prima in Europa ad essere presente in una struttura universitaria), diritto, medicina e filosofia.

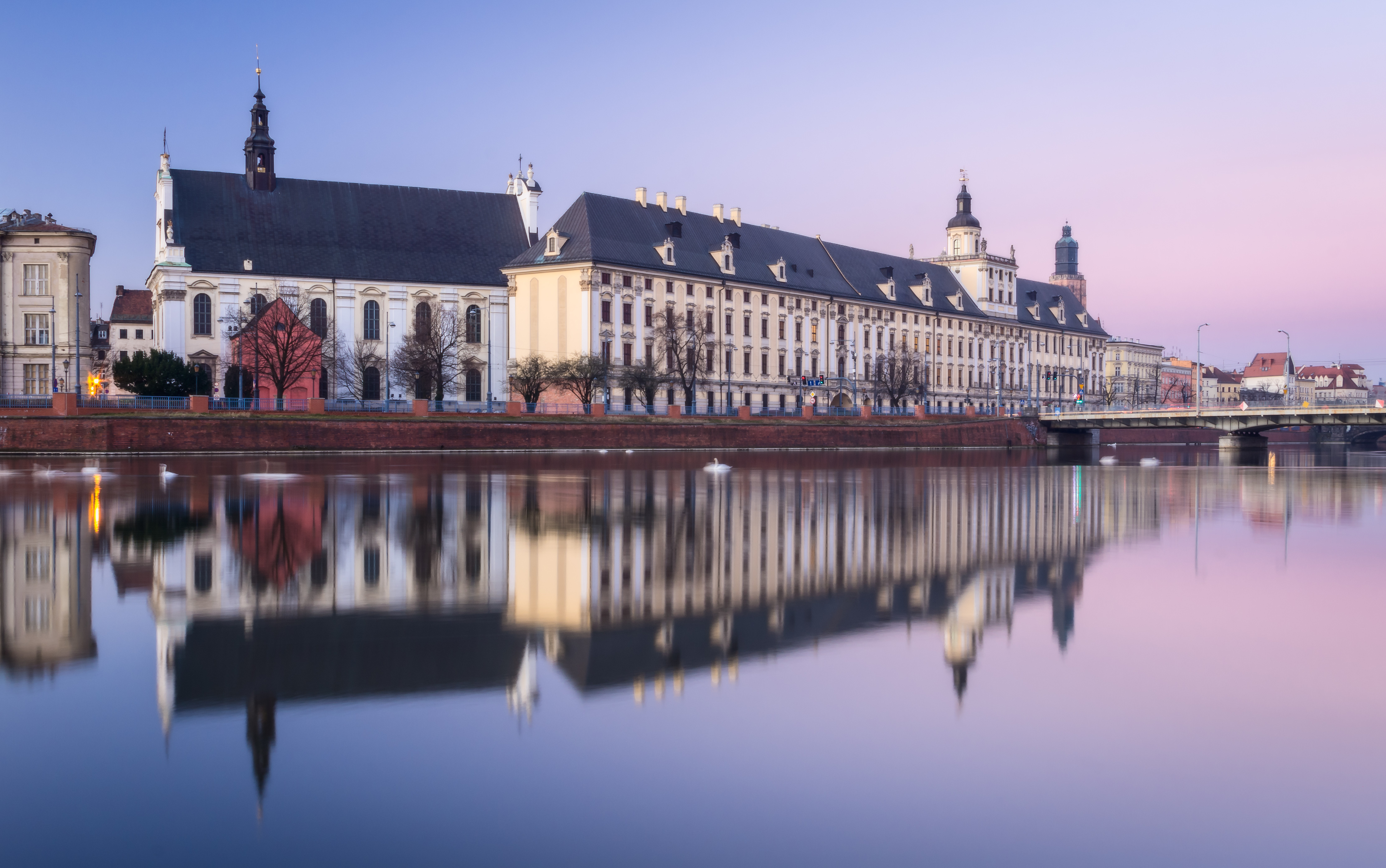
L'Università di Breslavia

Nel 1813 la Slesia divenne il centro della rivolta contro Napoleone: la famiglia reale si trasferì a Breslavia e Federico Guglielmo III pubblicò la lettera intitolata An mein Volk (al mio popolo), con cui chiamava il popolo tedesco alle armi. L'esperienza della guerra di liberazione rafforzò il legame della Slesia con la Prussia e la Provincia della Slesia divenne una delle più fedeli allo Stato centrale. Diversi capi militari di eccezionale merito, tra cui Blücher o Yorck von Wartenburg, ricevettero tenute di campagna riccamente nominati.
Nel 1815, la parte nord-orientale dell'Alta Lusazia, un tempo appartenente alla Sassonia, fu incorporata nella provincia che fu poi divisa in tre regioni governative, Liegnitz, Breslavia e Oppeln.
Già nel Medioevo, vari dialetti tedeschi dei coloni appena arrivati comparvero in pressoché tutta la Bassa Slesia e in alcune città dell'Alta Slesia. Nonostante la colonizzazione tedesca dei secoli passati, la lingua polacca appariva ancora predominante nell'Alta Slesia e in parti della Bassa e Media Slesia a nord del fiume Oder, questo perché i coloni giunti in loco durante il Medioevo furono per lo più polonizzati. I tedeschi formavano massicce comunità nei grandi centri commerciali, mentre i polacchi vivevano principalmente nelle zone rurali. I territori di lingua polacca della Bassa e Media Slesia, di solito descritti fino alla fine del XIX secolo come parte polacca, furono per lo più germanizzati nel XVIII e XIX secolo, ad eccezione di alcune aree lungo la frontiera nord-orientale.

### Rivolta dei tessitori della Slesia
L'industria della Slesia versò in cattive condizioni nei decenni successivi al 1815: i tessitori di lino della Slesia patirono per la politica di libero scambio della Prussia e i concorrenti britannici che già utilizzavano macchine distrussero la competitività del lino della Slesia. La situazione peggiorò dopo che la Russia impose un embargo sulle importazioni e l'industria del lino della Slesia avviò il processo di meccanizzazione. In diverse città le tradizioni dell'artigianato scomparvero, costando a molti tessitori di lino la propria professione. Anche per via dell'appena citato peggioramento delle condizioni sociali, i crescenti disordini culminarono nella rivolta dei tessitori di cotone della Slesia del 1844. Questa rivolta, alla vigilia della rivoluzione del 1848, colpì la società tedesca e diede spunto a opere di diversi artisti, tra cui Gerhart Hauptmann (con la sua commedia del 1892 I tessitori) e Heinrich Heine (con la lirica I tessitori della Silesia).

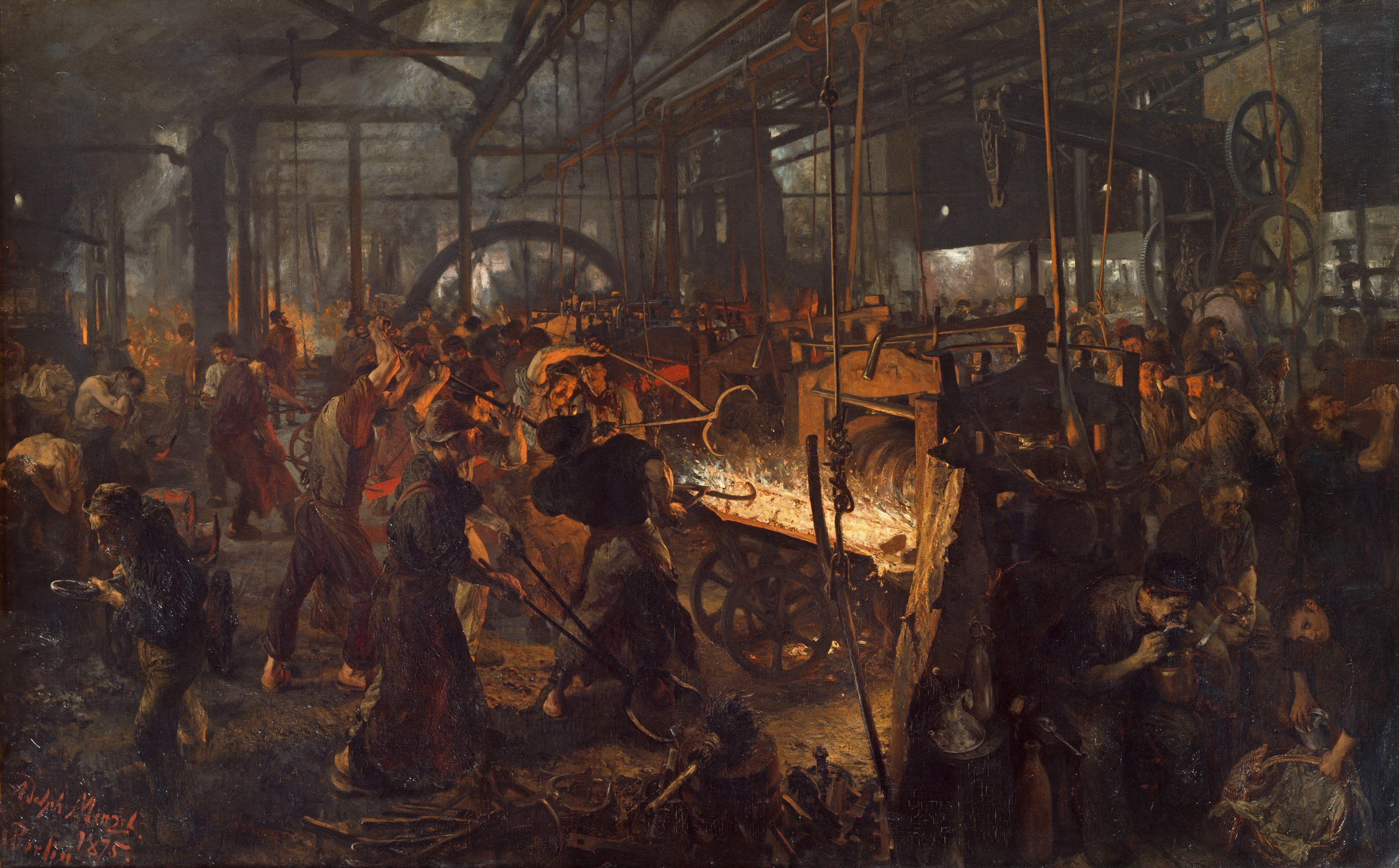
Acciaieria a Königshütte finalizzata alla produzione di binari ferroviari, dipinto di Adolph von Menzel

La ripresa dell'industria della Slesia si indirizzò al settore ferroviario non appena fu introdotta la prima linea, ultimata tra Breslavia e l'Alta Slesia tra il 1842 e il 1846: seguirono le tratte che collegavano la Bassa Slesia intorno a Waldenburg (Wałbrzych) (realizzata tra il 1843 e il 1853), dalla Slesia a Berlino (1846), a Lipsia (1847) e a Vienna (1847-1848). La rete ferroviaria, in rapida crescita, incoraggiò la presenza di nuove aziende, che a loro volta generarono la crescita di centri economici quali Breslavia, Waldenburg e l'intera Alta Slesia, che costituiva la seconda area industriale più ampia della Germania del tempo. La concentrazione di miniere, metallurgia e fabbriche in una piccola regione come l'Alta Slesia portò a un enorme successo e crescita dell'insediamento, soprattutto a causa dei villaggi operai vicini a miniere e ferriere. Gli insediamenti più antichi dell'area, Beuthen (Bytom) e Gleiwitz (Gliwice) non potevano più soddisfare i requisiti dei neonati centri municipali quali Kattowitz (Katowice), Königshütte (Królewska Huta) e Hindenburg (Zabrze), tutti cresciuti in quel periodo.
Il malcontento dei slesiani per l'assolutismo in Prussia trovò espressione nella rivolta democratica del 1848: l'approvazione della nuova costituzione da parte dell'assemblea nazionale di Francoforte imposta dal re prussiano portò a rivolte a Breslavia (6 e 7 maggio, 1849). Contemporaneamente, in tutto il paese si verificarono rivolte contadine, ma le proteste volte a ottenere maggiore democrazia furono soffocate dallo stato prussiano.
Dopo la stabilizzazione della situazione politica negli anni '60 dell'Ottocento e l'evoluzione dei partiti politici, iniziò a svilupparsi uno status speciale riservato all'Alta Slesia, guidato dalle differenze confessionali, linguistiche e nazionali.

### Struttura etnolinguistica della Slesia prussiana
Quando la Slesia divenne prussiana, la popolazione della Bassa Slesia era di lingua tedesca. Alcuni locutori sparsi di polacco sopravvissero solo nelle pianure della Slesia centrale a sud di Breslau.
Le prime cifre esatte del censimento sulla struttura etno-linguistica o nazionale (Nationalverschiedenheit) della parte governata dalla Prussia di Alta Slesia risalgono all'anno 1819. Gli ultimi dati disponibili del censimento generale prima della prima guerra mondiale risultano del 1910 (se non si include il censimento del 1911 dei bambini in età scolare che rivelava una percentuale più alta di locutori polacchi tra i bambini in età scolare rispetto al censimento del 1910 tra la popolazione generale). Tra il 1819 e il 1910 si verificarono grandi cambiamenti demografici, con la popolazione totale della regione che quadruplicò, la percentuale di lingua tedesca aumentò in modo significativo e quella di lingua polacca subì un notevole calo. Anche la superficie totale in cui si parlava l'idioma polacco, così come l'area terrestre in cui era parlata dalla maggioranza, diminuì tra il 1790 e il 1890. La Commissione per l'immigrazione degli Stati Uniti nel 1911 classificò gli slesiani di lingua polacca come di etnia polacca.
Nell'anno 1819, la Media Slesia (comprendente parti orientali della storica Bassa Slesia storica) contava 833.253 abitanti, inclusi 755.553 tedeschi (90%); 66.500 polacchi (8%); 3.900 cechi (1%) e 7.300 ebrei (1%).
Secondo Stanisław Plater, nel 1824 tutta la Slesia prussiana (dunque Alta e Bassa Slesia insieme) contava 2,2 milioni di abitanti, di cui 1.550.000 tedeschi, 600.000 polacchi e 20.000 ebrei.

## Impero tedesco e Impero austro-ungarico
Come Provincia prussiana, la Slesia divenne parte dell'Impero tedesco durante l'unificazione della Germania nel 1871. Il livello di industrializzazione dell'Alta Slesia appariva considerevole, ragion per cui attirò molti immigrati. La stragrande maggioranza della popolazione della Bassa Slesia si esprimeva in lingua tedesca e abbracciava il luteranesimo, incluso il capoluogo Breslavia. Aree come il distretto di Opole (allora Regierungsbezirk Oppeln) e le parti rurali dell'Alta Slesia, presentavano una minoranza maggiore o addirittura, al contrario di quanto si registrava altrove, più polacchi di lingua slava e un numero maggiore di cattolici. Nella Slesia intera, l'etnia polacca comprendeva circa il 23% della popolazione, la maggior parte dei quali si concentrava intorno a Kattowitz (Katowice), nel sud-est dell'Alta Slesia. In tutta quest'ultima regione i polacchi costituivano il 61,1% della popolazione nel 1829, ma a causa della politica statale di germanizzazione forzata il numero scese al 58,6% della popolazione nel 1849. La battaglia religiosa (Kulturkampf) avviata dal governo ebbe l'effetto di sviluppare una rinascita polacca, in gran parte promossa da chi viveva al di fuori della Germania, nelle parti della provincia dell'Alta Slesia. In questo clima, ebbe luogo anche la prima riunione del movimento sionista Hovevei Zion a Kattowitz, nel 1884.

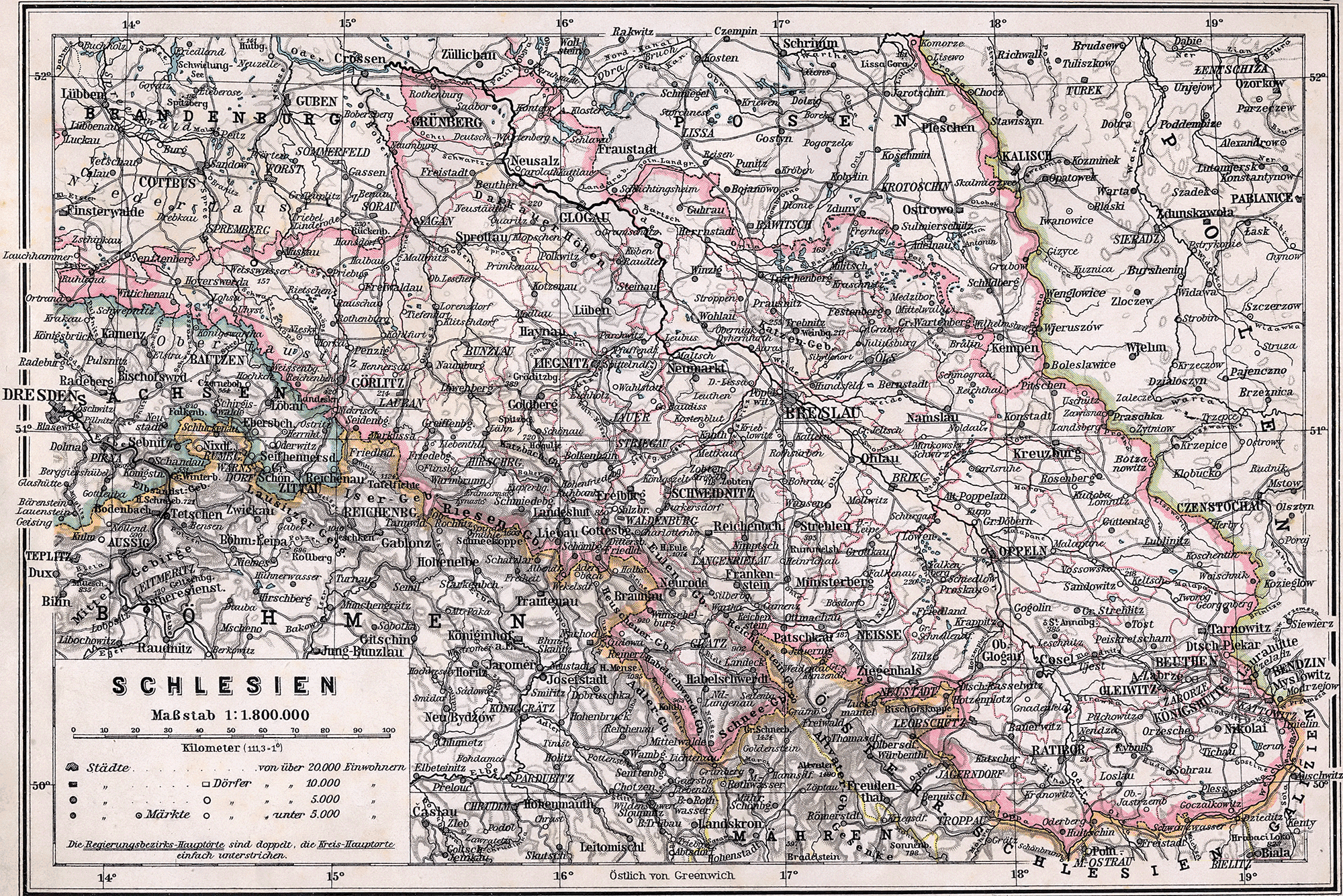
La Slesia tedesca imperiale nel 1905

Man mano che si avvicinava il 1900, proseguì il fenomeno dell'Ostflucht ("fuga dall'est"), una migrazione interna all'Impero tedesco che coinvolse i residenti della Slesia, della Posnania e di altre regioni che si spostarono nelle più moderne e prospere province occidentali (in particolare le regioni della Ruhr e del Reno). Allo stesso tempo, le aree di Ostrava e Karviná nella Slesia austriaca divennero sempre più industrializzate. Una parte significativa delle persone di lingua polacca erano luterani, in contrasto con la dinastia cattolica di lingua tedesca degli Asburgo in Austria-Ungheria.
Nel 1900, la popolazione della Slesia austriaca contava 680.422 abitanti (132 abitanti per km²); i tedeschi costituivano il 44,69% della popolazione, il 33,21% erano polacchi e il 22,05% cechi e slavi, mentre circa l'84% seguiva il cattolicesimo, il 14% il protestantesimo e il resto l'ebraismo. La dieta locale era composta da 31 membri e la regione inviava 12 deputati al Reichsrat di Vienna. Per scopi amministrativi la Slesia risultava divisa in 9 distretti e 3 città con comuni autonomi: Opava (Troppau), il capoluogo, Bielsko-Biała (Bielitz) e Frýdek-Místek (Friedeck). Le altre città principali erano: Cieszyn/Těšín (Teschen); Slezská Ostrava (Polnisch-Ostrau), la parte orientale di Ostrava, Krnov (Jägerndorf), Karviná (Karwin), Bruntál (Freudenthal), Jeseník (Freiwaldau) e Horní Benešov (Bennisch).

## Periodo interbellico e seconda guerra mondiale

### Divisione dopo il 1918
La Bassa Slesia fu assegnata quasi per intero dopo la prima guerra mondiale alla Germania (sui 27.105 km², 26.579 andarono a Berlino e i restanti 526 alla Polonia). La parte in mano a Varsavia comprendeva zone etnicamente perlopiù polacche nel 1918, ovvero il circondario di Syców, Namysłów, Góra e Milicz. Gli abitanti, inclusa la città di Rychtal, si aggiravano intorno ai 30.000: essendo questi troppo pochi per costituire un autonomo voivodato, la regione fu incorporata al Voivodato di Poznań (antica Posnania).
Pure l'Alta Slesia restò perlopiù alla Germania, ma la Polonia ricevette una porzione di territorio più consistente: alla neonata Cecoslovacchia toccò una piccola parte (sui 13.230 km² totali, 9.680 rimasero alla Germania, 3.225 furono assegnati alla Polonia e 325 alla Cecoslovacchia). Il Voivodato interbellico della Slesia, con capoluogo Katowice, era formato dall'Alta Slesia orientale prussiana (vasta 3.225 km²) e dalla parte polacca della Slesia austriaca facente capo a Cieszyn (1.010 km²), e si estendeva per 4.235 km². Dopo l'annessione di Zaolzie dalla Cecoslovacchia nel 1938, tale unità territoriale raggiunse i 5.122 km².

### Periodo interbellico
Subito dopo la spartizione della regione ai sensi del trattato di Versailles, il quale prevedeva un plebiscito che si sarebbe dovuto svolgere nel 1921, la Polonia tenne elezioni in tutta l'area contesa nel 1919 e, il 23 gennaio; le truppe cecoslovacche invasero le terre della Slesia di Cieszyn, fermandosi il 30 gennaio 1919 sul fiume Vistola vicino a Skoczów, mentre erano tra l'altro in conflitto anche altrove, a sud, con la Repubblica Sovietica Ungherese. Il plebiscito pianificato non fu organizzato nella Slesia di Cieszyn, ma si tenne in parecchie zone dell'Alta Slesia. Il 28 luglio 1920, la Conferenza di Spa divise la Slesia di Cieszyn tra la Polonia e la Cecoslovacchia lungo l'odierno confine.

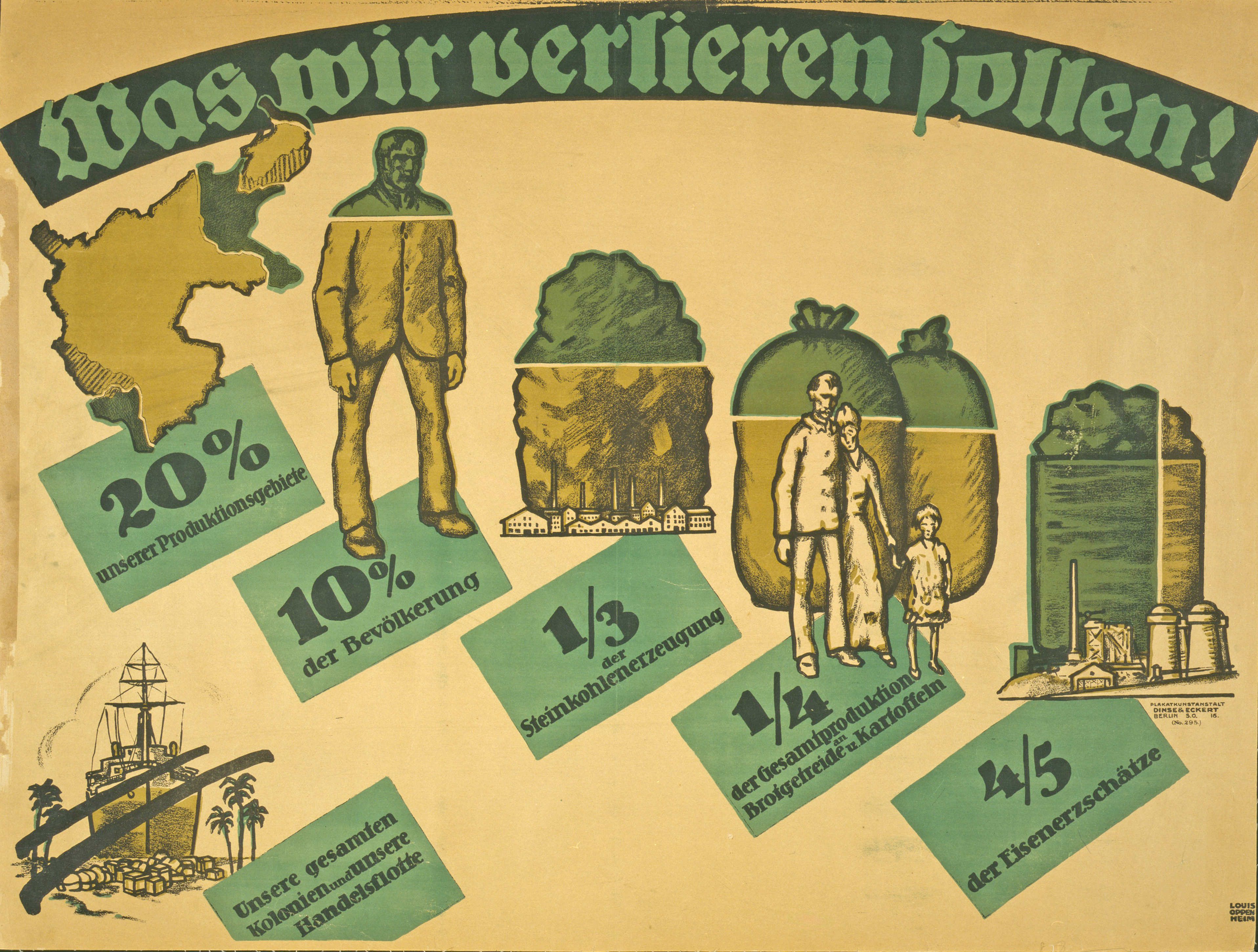
Un manifesto tedesco successivo alla prima guerra mondiale e precedente al trattato di Versailles intitolato "Was wir Verlieren sollen!" ("Cosa perderemo!"). In esso, si lamentava cosa la Germania avrebbe perso nel 1919: in alto a sinistra, la perdita del territorio verso la Polonia e il 10% della sua popolazione, circostanza che costituiva la principale preoccupazione per la Germania

Nel 1918 emersero varie proposte per definire la ripartizione dell'Alta Slesia. Alla conferenza di pace di Parigi fu istituita una commissione per gli affari polacchi per presentare proposte sulle demarcazioni per la Seconda Repubblica, interessata tra l'altro a risolvere il tema delle linee di confine anche altrove, in quanto Varsavia era impegnata in una lotta diplomatica con la Lituania a proposito dello stato fantoccio battezzato come Lituania Centrale. Le prime due bozze (del 27 marzo 1919 e del 7 maggio 1919) sostenevano la cessione della maggior parte della futura provincia, insieme alla regione di Oppeln, a favore della Polonia. Tuttavia un simile schema non fu accettato dalle Grandi Quattro e, seguendo il suggerimento di David Lloyd George, si scelse di bandire un plebiscito. Prima che questo avvenisse il 20 marzo 1921, scoppiarono due insurrezioni, istigate dagli abitanti polacchi della zona che intendevano massimizzare il territorio che Varsavia avrebbe dovuto ricevere con la spartizione. Dopo il referendum, in cui la Germania ottenne il 60% dei voti, si delineò un piano di divisione che divideva l'Alta Slesia, ma in seguito ebbe luogo una terza rivolta. Un nuovo piano di divisione fu preparato da una commissione degli ambasciatori a Ginevra nel 1922, ma creò comunque una situazione in cui alcuni territori rurali dimostratisi a favore perlopiù alla Polonia finivano alla Germania e alcuni territori urbani a maggioranza tedesca alla Polonia. Il Sejm polacco decise che le aree più orientali dell'Alta Slesia dovrebbero diventare un'area autonoma all'interno della Polonia organizzata come Voivodato di Slesia e con il Parlamento slesiano come collegio elettorale e il consiglio come organo esecutivo. Una figura politica centrale risultò Wojciech Korfanty, fautore delle insurrezioni avvenute nel 1921. La parte della Slesia assegnata alla Polonia appariva di gran lunga la regione più sviluppata e più ricca del nuovo stato, che produceva il grosso della produzione industriale della Polonia. Più tardi, dopo la divisione nel 1922, venne concluso l'accordo tedesco-polacco sulla Slesia orientale (Convenzione di Ginevra) il 15 maggio dello stesso anno che trattava del futuro costituzionale e legale di Alta Slesia in quanto parzialmente polacca. La minoranza polacca localizzata nella parte tedesca dell'Alta Slesia fu discriminata e perseguitata.
La fetta in mano alla Repubblica di Weimar venne riorganizzata nelle due province dell'Alta Slesia e della Bassa Slesia. Dopo l'ascesa al potere dei nazisti, le sinagoghe nell'odierna Wrocław e in molte altre città andarono distrutte durante la notte dei cristalli del 1938. Nell'ottobre 1938, Zaolzie (parte della Slesia di Cieszyn, l'area contesa a ovest del fiume Olza), passò dalla Cecoslovacchia alla Polonia in seguito all'accordo di Monaco, il quale ridefinì le aree di confine della Cecoslovacchia assegnandole alla Germania nazista. La Slesia ceca con Slezská Ostrava fu incorporata nel Gau del Sudetenland, mentre Hlučín nella provincia dell'Alta Slesia.

### Seconda guerra mondiale
Con la campagna di Polonia, la Germania nazista conquistò le parti prevalentemente polacche dell'Alta Slesia. Ulteriori province espugnate nel 1939 furono Sosnowiec (Sosnowitz), Będzin (Bendzin o Bendsburg), Chrzanów (Krenau), e Zawiercie (Warthenau) e parti del circondario di Olkusz (Ilkenau) e Żywiec (Saybusch). Alla fine del 1940 circa 18-20.000 polacchi furono espulsi da Żywiec nell'ambito dell'Aktion Saybusch. In totale, tra il 1940 e il 1944, circa 50.000 polacchi furono allontanati con la forza dall'area e rimpiazzati con coloni tedeschi della Galizia orientale e della Volinia (il trasferimento era stato concordato alle conferenze Gestapo-NKVD). Inoltre, 23 campi chiamati Polenlager furono istituiti in tutta la Slesia per i polacchi espulsi. Le comunità tedesche locali accolsero con favore la Wehrmacht e molte migliaia di slesiani furono successivamente arruolati al fianco dei combattenti dell'Asse.
Nel 1940, il governo tedesco cominciò a costruire i campi di concentramento Auschwitz e Groß-Rosen. Quest'ultima struttura fornì manodopera per la costruzione di sette strutture militari sotterranee nei monti del Gufo e presso il castello di Książ. Col nome in codice di Projekt Riese, i lavori iniziarono nel 1943 ma si presentavano incompiuti quando le forze sovietiche e polacche conquistarono l'area nel 1945. Si stima che circa 5.000 lavoratori reclutati con la forza morirono durante la costruzione. A seguito del bombardamento alleato di raffinerie e impianti della Slesia come Blechhammer e Monowitz durante la campagna petrolifera della seconda guerra mondiale, si contavano meno di 500 tonnellate di cherosene prodotte nel febbraio del 1945. Nel gennaio 1945 in Slesia le SS iniziarono a spostare circa 56.000 prigionieri nelle marce della morte dai lager di Auschwitz a nord-ovest di Gliwice e per lo più da ovest a Loslau (Wodzisław Śląski).
La Slesia ha ospitato diversi campi di prigionia, il più famoso dei quali era Stalag Luft III: le fughe di prigionieri da questa struttura sono state immortalate nei film Il cavallo di legno (1950) e La grande fuga (1963).

## Dal dopoguerra alla fine del '900

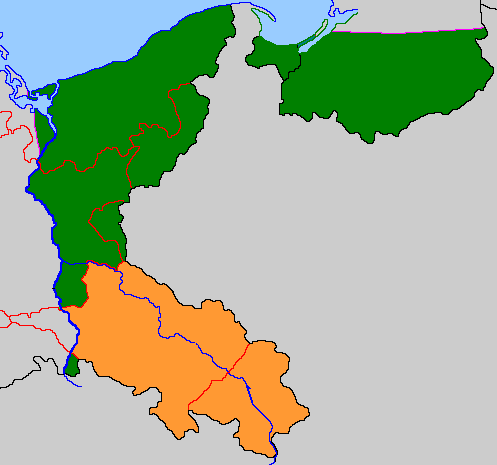
Nel 1945, la maggior parte della Slesia tedesca prebellica, colorata in arancione, fu ceduta alla Polonia. In verde le altre regioni passate alla Polonia

### Area polacca
Nel 1945, giunse in Slesia l'Armata Rossa e a quel punto una gran parte della comunità tedesca fuggì o fu evacuata dalla Slesia temendo le repressioni dei sovietici, sebbene milioni di slesiani tedeschi non si mossero comunque nelle proprie abitazioni. Un mese prima della conferenza di Potsdam, le espulsioni dei tedeschi nella Slesia occidentale iniziarono con l'obiettivo di creare una zona a est della linea Oder-Neisse per convincere gli alleati occidentali che nessun tedesco fosse rimasto più a est. Secondo i termini degli accordi alla conferenza di Jalta e a quella di Potsdam, entrambe tenutesi nel 1945, la Slesia tedesca ad est dei fiumi Oder e del Neiße passarono alla Polonia (linea Oder-Neiße), in attesa di una conferenza di pace definitiva con la Germania. Poiché questa non ebbe mai luogo, la porzione maggiore della Slesia semplicemente non appartenne più alla Germania. Una percentuale consistente delle comunità teutoniche rimanenti dovette abbandonare la regione o fu trasferita in alcuni casi in campi di prigionia a Łambinowice e Zgoda: prima della guerra la popolazione tedesca in Slesia ammontava a circa 4 milioni di abitanti, ma molti morirono durante il conflitto o fuggirono prima che l'avanzata sovietica nel 1945 coinvolgesse la regione.

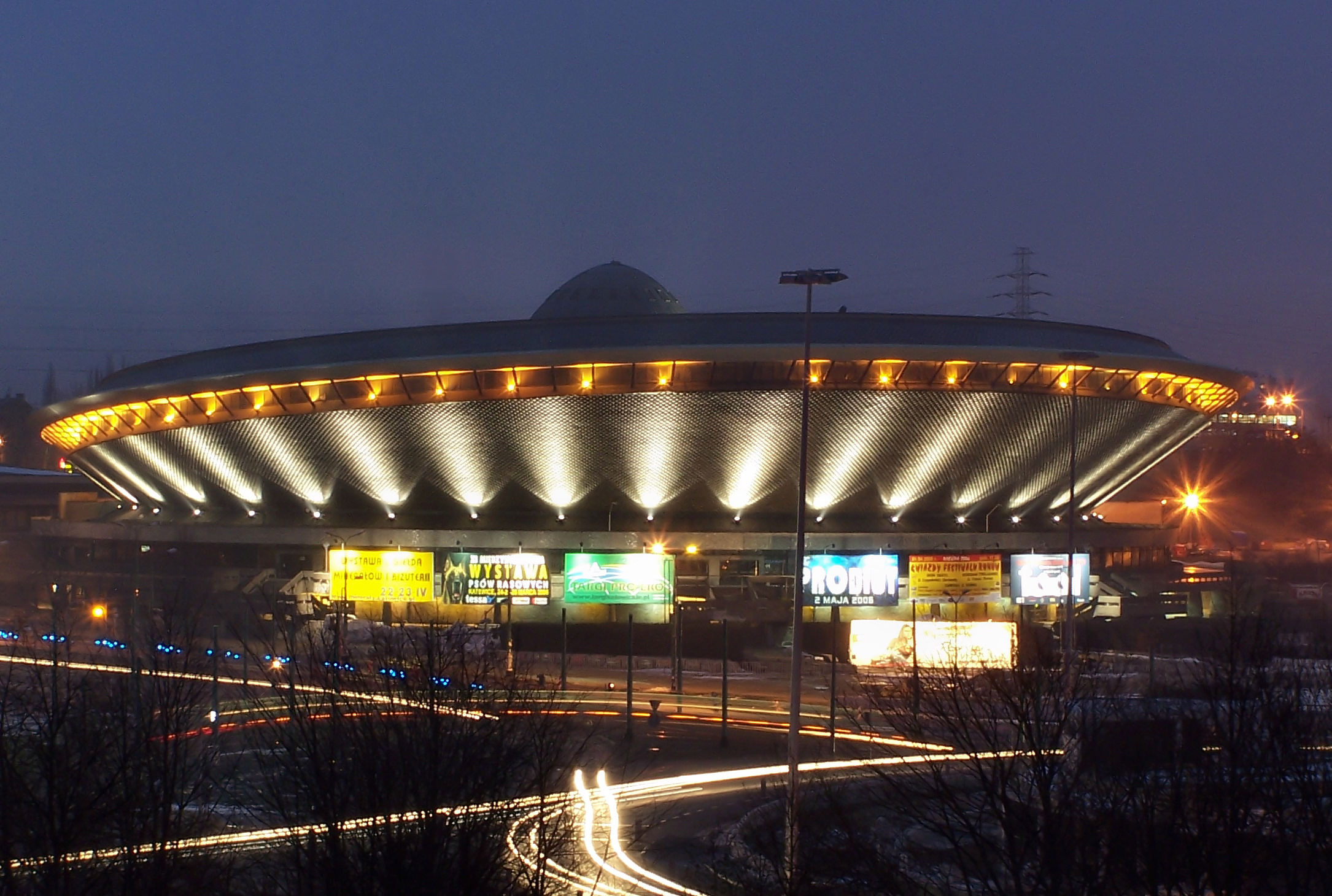
Katowice, Spodek

I rifugiati arrivarono per la prima volta in quella che sarebbe diventata la Germania Est e alcune vittime del bombardamento di Dresda erano rifugiati della Slesia: alcuni rimasero nella zona in mano sovietica mentre altri partirono per le zone di occupazione degli alleati occidentali o quella che sarebbe diventata la Germania Ovest. Gli sfollati emigrarono anche in Austria, Stati Uniti, Sud America e Australia. Più di 30.000 uomini della Slesia furono deportati in miniere localizzate in aree remote dell'Unione Sovietica, perlopiù in Siberia, di cui parecchi non fecero mai più ritorno. Altri tedeschi della Slesia emigrarono o furono cacciati dopo la guerra dal governo polacco che adottò una politica nazionalistica anti-teutonica in quelli che considerava i territori recuperati. Nel 1946 questi furono incorporati in voivodati già esistenti oppure in nuove suddivisioni amministrative.

Il Voivodato di Slesia-Dąbrowa dal 1946 al 1950

In Alta Slesia fu istituito un voivodato di Slesia-Dąbrowa che comprendeva all'incirca il Voivodato di Slesia polacco prebellico e lo Zagłębie Dąbrowskie a est e della regione di Opole a ovest. Tale regione venne divisa nel 1950 in due distinti voivodati, quello di Katowice e quello di Opole. Il resto della provincia rimaneva ripartito tra Voivodato di Breslavia e Voivodato di Poznań. Nel 1950 i distretti della Bassa Slesia di Brzeg e Namysłów del Voivodato di Breslavia furono aggiunti al neonato Voivodato di Opole, mentre la sezione più occidentale del Voivodato di Poznań fu separata dalla sua parte principale e costituì il Voivodato di Zielona Góra. Poiché molte località non erano indicate con toponimi polacchi, nel 1945 fu istituita una Commissione speciale per rintracciare denominazioni polacche appropriati al fine di sostituire quelle tedesche. In svariati casi si riprese la radice slava del nome tedesco, talvolta si optò per una traduzione letterale e, nei frangenti in cui non risultasse possibile determinare un denominativo slavo originale, si scelsero i luoghi di provenienza dei nuovi coloni.
Poiché anche la popolazione tedesca situata in Cecoslovacchia affrontò l'allontanamento coattivo, la demarcazione della Bassa Slesia con la Cecoslovacchia finì per formare un confine linguistico tra la lingua polacca e quella ceca, mentre prima si parlava il tedesco su entrambi i lati di tale linea divisoria.
Oltre un milione di slesiani, che si considerava polacco o era stato accettato dalle autorità per via del suo idioma alla dogana, fu autorizzato a rimanere dopo uno speciale processo di verifica che prevedeva la dichiarazione di legame all'etnia polacca e il giuramento di fedeltà alla nazione polacca.
L'industria, in particolare in Alta Slesia, patì dei danni tutto sommato minori a causa della sua scarsa esposizione ai bombardamenti strategici degli Alleati: la manovra a tenaglia messa in atto dall'esercito sovietico, unita al rifiuto del nazista Albert Speer di adottare la tattica della terra bruciata, forse impedì l'ipotesi di realizzare una trasfigurazione della regione. In virtù di tale ridotto impatto, la Slesia svolse un ruolo fondamentale nella ricostruzione e nel settore secondario polacco dell'immediato dopoguerra, mentre le zone che necessitavano di ricostruzioni (in primis Opole e la Bassa Slesia) andarono ricostruite verso gli anni Cinquanta, quando le maggiori imprese erano già state nazionalizzate. Stando ai termini dello statuto di nazionalizzazione del 1946, a tutti i tedeschi (esclusi gli slesiani dichiaratisi polacchi) i beni vennero confiscati senza dare luogo ad indennizzi. La gestione statale portò a cambiamenti o investimenti relativamente minori fino alla fine degli anni Ottanta; dopo le rivoluzioni del 1989, le parti più industrializzate della Slesia apparivano in una fase di stagnazione e leggera recessione. A partire da quello stesso periodo, la Slesia si concentrò su un'economia più diversificata e basata sulla fornitura di servizi.

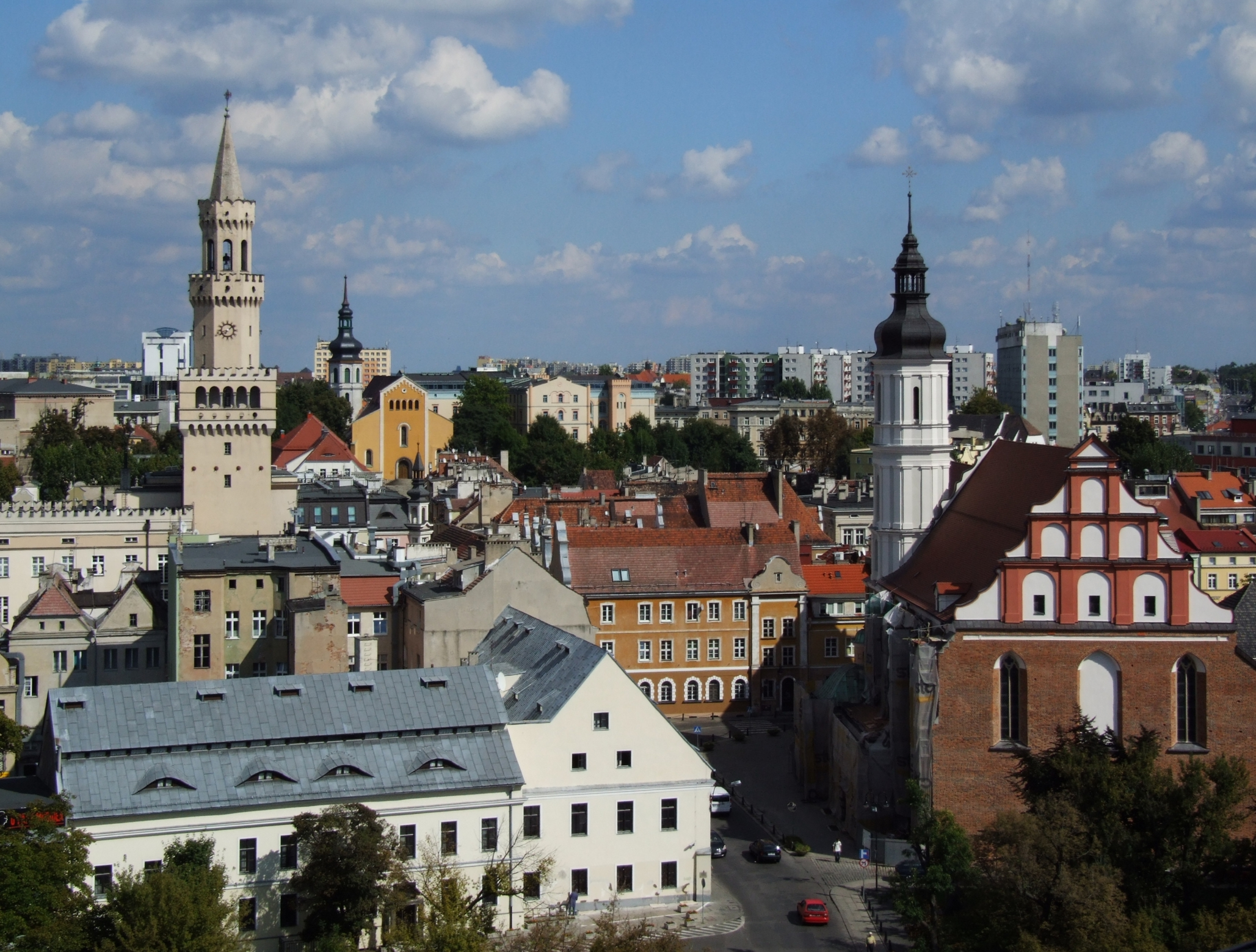
Centro città ristrutturato di Opole visto dalla torre Piast

L'area in precedenza tedesca fu sostanzialmente ripopolata da polacchi, molti dei quali erano stati espulsi dalle aree della Polonia orientale annesse dall'Unione Sovietica e trasferiti dall'Ucraina, dalla Lituania e dalla Bielorussia. Tuttavia, coloro che si dichiaravano polacchi oggi compongono un piccolo gruppo di lingua tedesca nella regione intorno a Opole (Oppeln), così come alcune popolazioni di lingua slava e bilingue dell'Alta Slesia che si considerano polacchi o slesiani.
Nel 1975 è stata introdotta una nuova divisione amministrativa della Polonia e, nel sud del paese, nove voivodati combaciavano del tutto o parzialmente con i confini storici della regione della Slesia: Zielona Góra, Jelenia Góra, Legnica, Wałbrzych, Breslavia, Opole, Katowice, Bielsko-Biała e Częstochowa.
La grande libertà di cui godeva il precedente Voivodato di Slesia non venne ristabilita, ragion per cui, nonostante le critiche di alcuni abitanti, la suddivisione amministrativa non godeva di uno status particolare. Dopo il ripristino della democrazia, il parlamento polacco non ha concesso l'autonomia alla Slesia polacca. Dal 1991, il Movimento per l'Autonomia della Slesia ha esercitato invano pressioni sul parlamento per separarsi.
Dal 1998 l'area polacca è stata divisa tra Lubusz, Bassa Slesia, Opole e Slesia.

### Area tedesca
Dopo la guerra, soltanto una porzione della regione storica della Lusazia, che per oltre un secolo aveva costituito la parte più occidentale della Provincia della Bassa Slesia prussiana, rimase alla Germania. Alcuni abitanti si considerano slesiani e portarono avanti le usanze della Slesia, mantenendo il diritto di utilizzare la bandiera, e lo stemma della Bassa Slesia come garantito dall'articolo 2 comma 4 della Costituzione sassone del 1992. La Chiesa evangelica di Slesia in Alta Lusazia nel frattempo si è fusa con le diocesi di Berlino e Brandeburgo per dare vita alla Chiesa evangelica di Berlino-Brandeburgo-Slesia Alta Lusazia.

### Area ceca
Prima della guerra, la Slesia ceca era popolata da nutrite comunità di lingua tedesca e polacca. Dopo il conflitto globale, la regione, inclusa Hlučínsko, tornò in mano alla Cecoslovacchia e i tedeschi etnici furono espulsi. La minoranza polacca in Repubblica Ceca tuttavia esiste ancora oggi e si distribuisce specialmente nella regione Zaolzie, dove ammonta a 40.000 persone.

## XXI secolo

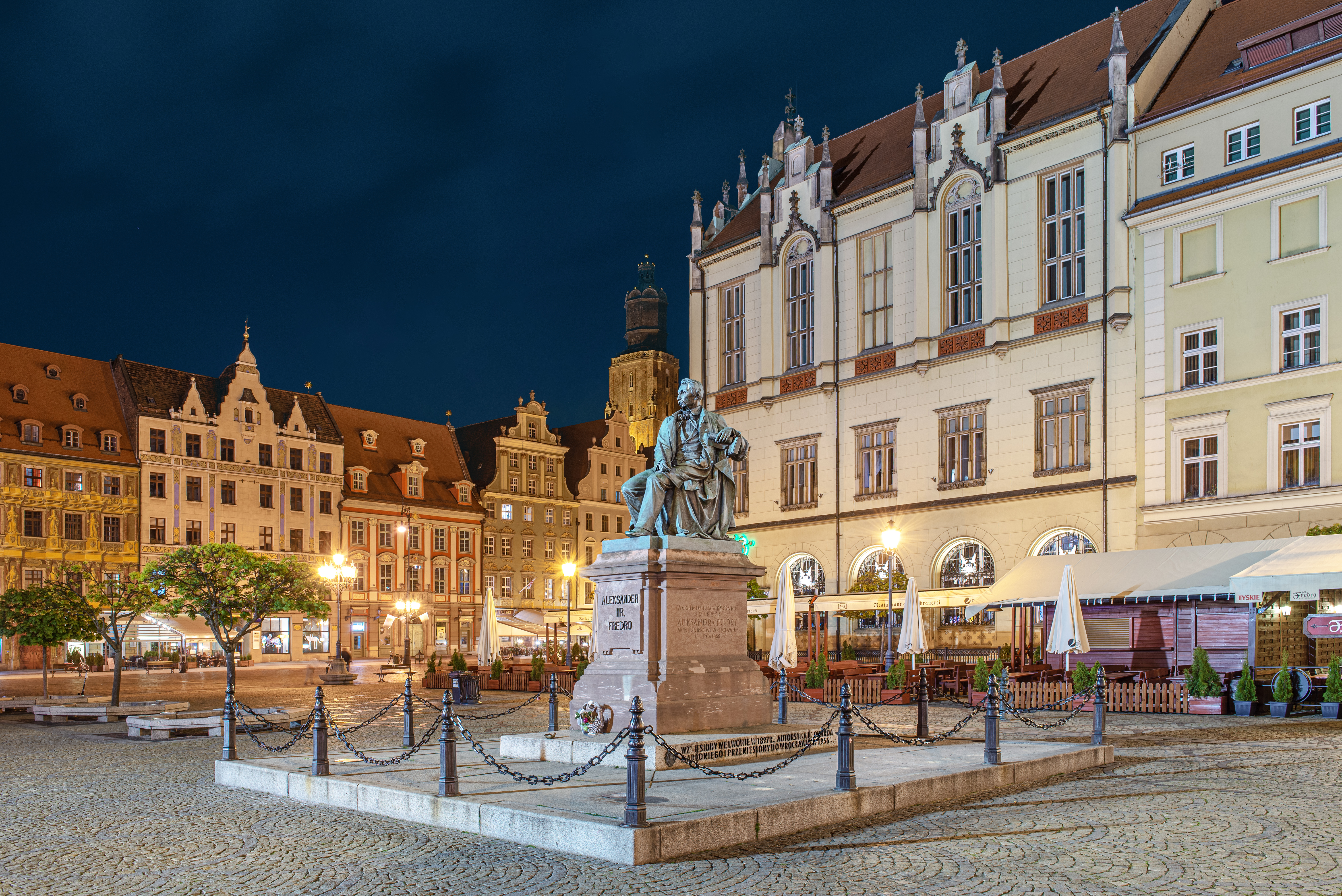
Aleksander Fredro monumento in Piazza del Mercato a Breslavia

Il Movimento per l'Autonomia della Slesia ha raggiunto il 10,4% dei voti nella contea Bieruń-Lędziny nelle elezioni locali del 2006. Secondo il censimento nazionale della popolazione e dell'edilizia abitativa del 2011, la Slesia costituisce la seconda comunità più numerosa della Polonia. Tuttavia, i locali continuano a sollecitare il legislatore di Varsavia a riconoscere ulteriori diritti a tale minoranza, attiva anche in politica, come quello per esempio già esistente in campo linguistico con riferimento al tedesco. Circa 850.000 slesiani non si sono definiti polacchi nel censimento più recente in Polonia. Secondo una stima del 2020, in Slesia si conterebbero circa 5 milioni di abitanti.
In campo economico, nella regione sono presenti miniere finalizzate all'estrazione di carbone e di altre materie prime, industrie improntate su vari ambiti che esulano dal settore automobilistico a quello metalmeccanico, da quello tecnologico a quello delle comunicazioni, e si registra una crescita del turismo, specie nelle città storiche e nelle aree verdi della regione.

### Pandemia di COVID-19
Lo scoppio della pandemia di COVID-19 nella primavera del 2020 si è fatto sentire particolarmente nell'Alta Slesia, dove il contagio è avvenuto in maniera molto intensa nelle miniere di carbone, tanto da spingere le autorità nazionali a provvedere alla chiusura.